# Iglesia de los Eremitas (Padua)
La iglesia de los Santos Felipe y Santiago (en italiano: chiesa dei Santi Filippo e Giacomo), conocida como la iglesia de los Ermitaños (chiesa degli Eremitani) o simplemente los Ermitaños (gli Eremitani), es un lugar de culto católico medieval que se encuentra en plaza Eremitani en Padua.
Dedicada a los santos Felipe y Santiago el Menor, se construyó a partir de 1264 como iglesia de la Orden de los Ermitaños de San Agustín que tenían su gran convento al norte de la iglesia que hoy ocupa los Museos Cívicos de los Eremitani. La orden agustina gobernó la iglesia hasta 1806. Hoy en día, la iglesia goza del título de parroquia y está dirigida por el clero secular de la diócesis de Padua. Según la tradición, la construcción se completó bajo la dirección de fra Giovanni degli Eremitani. El edificio, un ejemplo extraordinario del estilo "clasizante" que se desarrolló en Padua durante la época comunal, conserva destacadas obras de arte, incluidas las primeras obras pictóricas de Andrea Mantegna. En su interior descansan, entre otros, los restos del caballero Zanino da Peraga, Ilario Sanguinacci, Jacopo da Forlì, el humanista Marco Mantova Benavides, la noble Vittoria Accoramboni, el médico y biólogo Antonio Vallisneri, la cantante y compositora Barbara Strozzi. La iglesia fue fuertemente afectada por un ataque aéreo angloamericano en 1944. Desde 2021 ha sido incluida por la Unesco como Patrimonio de la Humanidad en el bien «Ciclos de frescos del siglo XIV de Padua».
En 2021, los frescos de la iglesia fueron declarados Patrimonio de la Humanidad como parte del grupo de ocho bienes inscritos como Series de frescos del siglo XIV en Padua (ref. 1623-001).

## Historia
En Padua están atestiguadas dos congregaciones que constituirán la Magna Unio de los agustinos en 1256, los guillermitas (guglielmiti) asentados en la zona de Santa Croce y los giambonitas, en la ciudad al menos desde 1242, que se asentaron en el solar de la Arena y fundaron la casa de Santa Maria della Carità, nombre inicial del conjunto agustino paduano. Poco se sabe de las primitivas estructuras de iglesia y convento. La iglesia actual fue construida a expensas del público a partir de 1276, como atestigua el estatuto comunal del 7 de junio de 1276 y fue terminada hacia 1306 por fra Giovanni degli Eremitani con la construcción del sofito de madera y la fachada, caracterizada por la pseudo-logia con arcos de piedra, que también recorre el lado meridional.

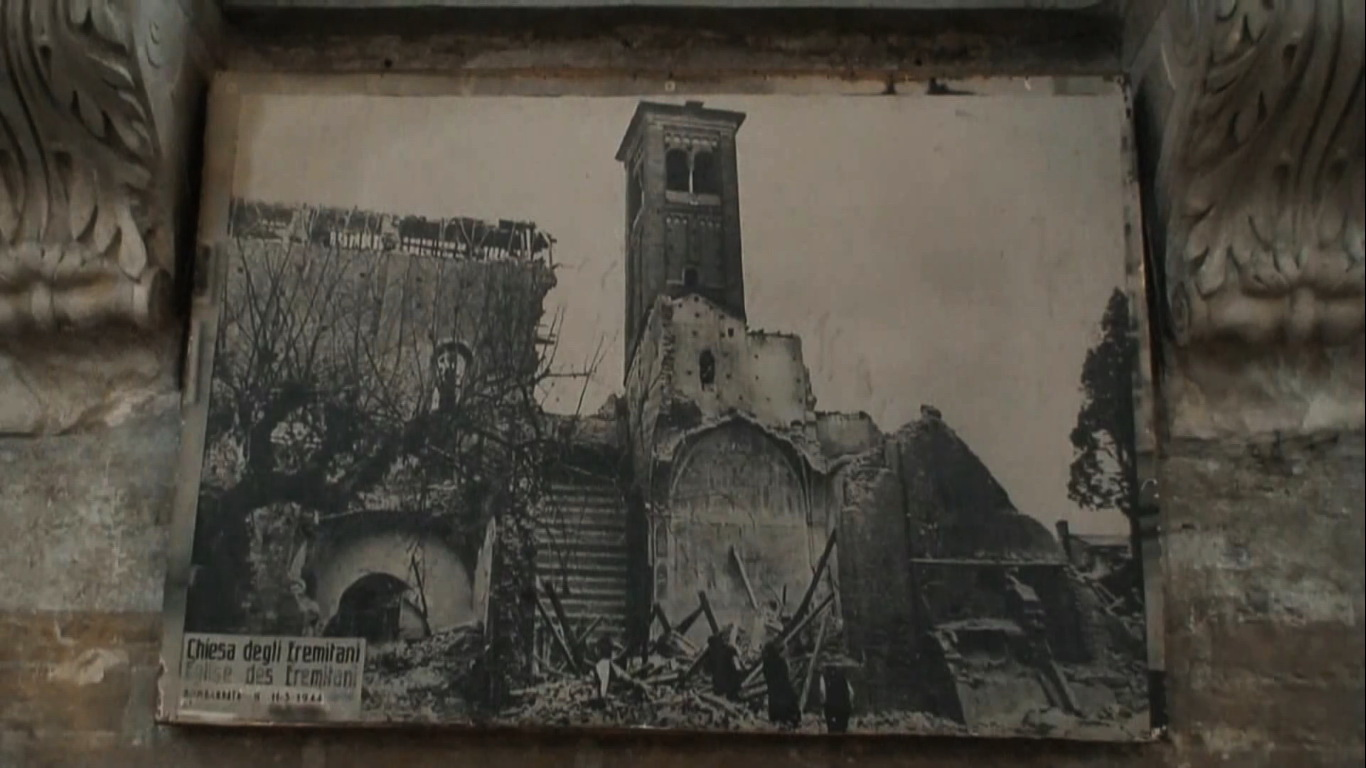
La iglesia después del bombardeo del 11 de marzo de 1944

A partir de 1509 los rectores y diputados de la ciudad van a convivir allí todos los años, el 17 de julio, día de santa Marina  para celebrar la resistencia contra los "imperiales" durante la guerra de la Liga de Cambrai y, a partir de 1571, también para celebrar la victoria en la batalla de Lepanto.
Aquí Enrique III de Valois fue recibido en su viaje camino a Francia para ceñirse la corona (1574) y más tarde san Francisco de Sales vino aquí a rezar, cuando era un estudiante universitario, desde la cercana Via Zabarella donde residía. Martín Lutero permaneció en el convento contiguo mientras pasaba por Padua en su viaje a Roma.
Los frailes fueron desalojados de su casa con el decreto de Supresión napoleónica del 28 de junio de 1806. La iglesia fue reabierta al culto en 1808 y el conjunto del claustro fue reconvertido en cuartel militar (caserma Gattamelata).
A lo largo de los siglos, la iglesia se enriqueció con decoraciones y objetos de arte, que se perdieron en parte durante el bombardeo angloamericano. El edificio religioso y el antiguo convento resultaron gravemente dañados por el ataque aéreo del 11 de marzo de 1944; el daño fue enorme: la fachada, el techo y la parte absidal quedaron parcialmente destruidos y las capillas Dotto y Ovetari quedaron completamente destruidas. La causa de las bombas de guerra se remonta sin duda al uso militar del antiguo convento, así como a la proximidad a la estación de tren: la parte superior de la fachada, el techo y el absidal destruidos, fueron reconstruidos después de la guerra siguiendo el original utilizando mayoritariamente el material recuperado de los escombros, respetando la técnica de la anastilosis, en las obras dirigidas por Ferdinando Forlati.

## Descripción
La iglesia de una sola nave del tipo llamado de granero, es bastante alargada, termina en 3 ábsides, los laterales con terminación rectilínea, el central con cierre 5/10 (pentagonal), y tiene una cubierta de madera. La capilla del lado derecho está flanqueada por la famosa capilla Ovetari. En el lado derecho, el meridional, hay cuatro capillas laterales.

### Exterior
La fachada a capanna (a dos aguas) se abre en la parte superior mediante un rosetón, mientras que la parte inferior presenta una pseudo-logia en piedra con cinco arcos, que en el central está el portal de entrada, mientras que en los laterales de las tumbas. El portal  lateral meridional, de época renacentista, está decorado con doce altorrelieves que representan los meses, obra del florentino Niccolò Baroncelli y que data de 1422.

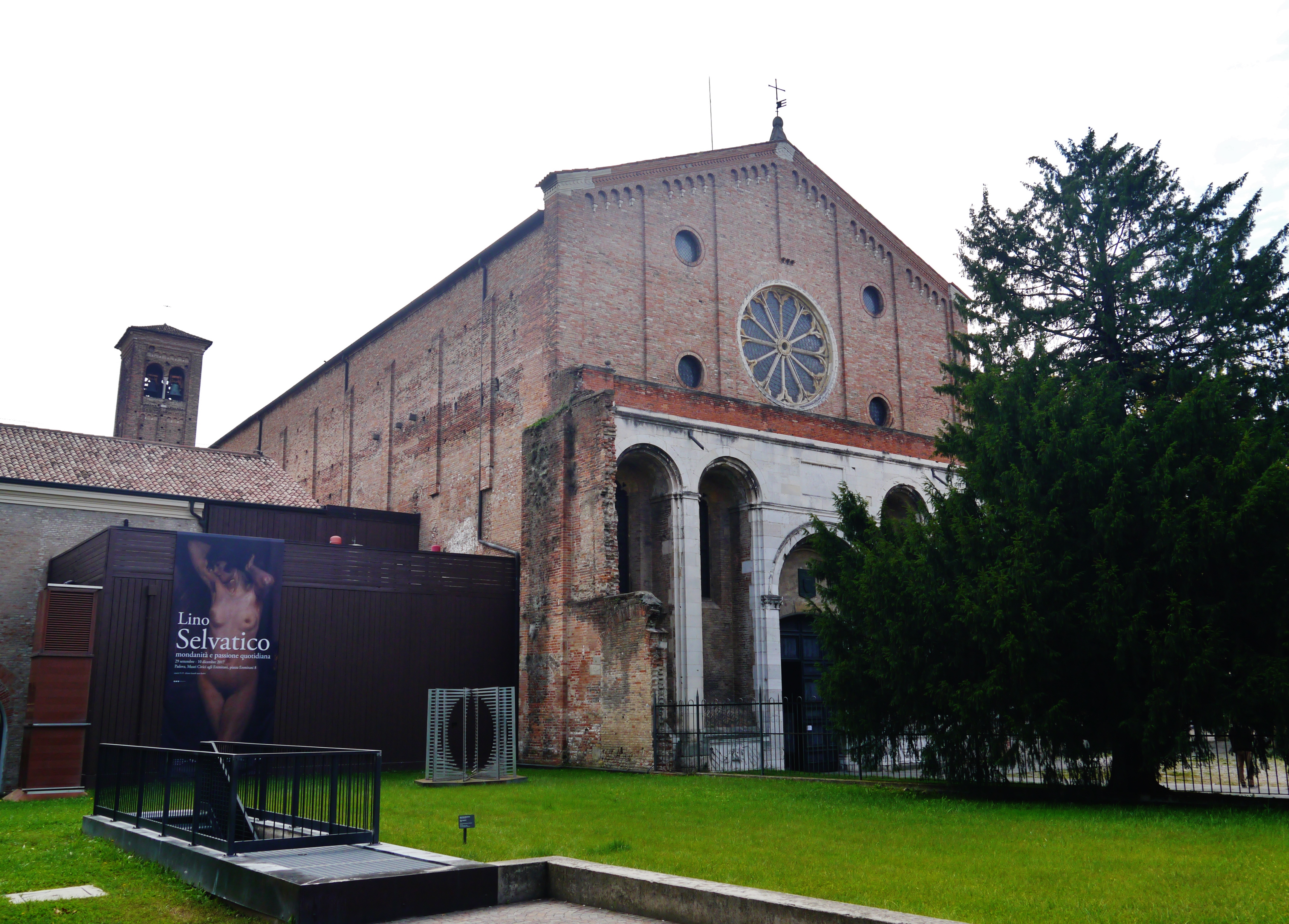
Vista lateral de la fachada
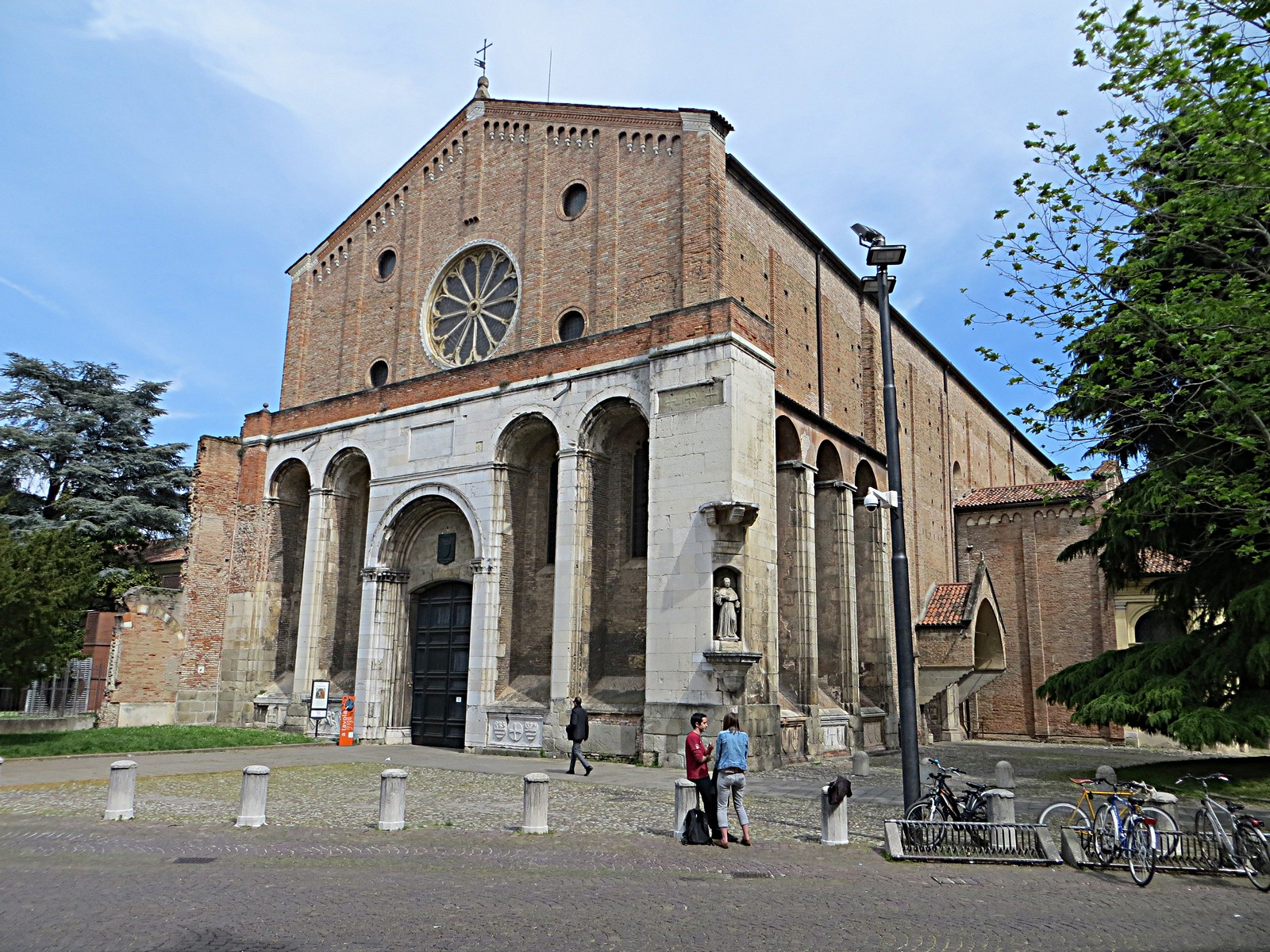
Vista opuesta de la fachada
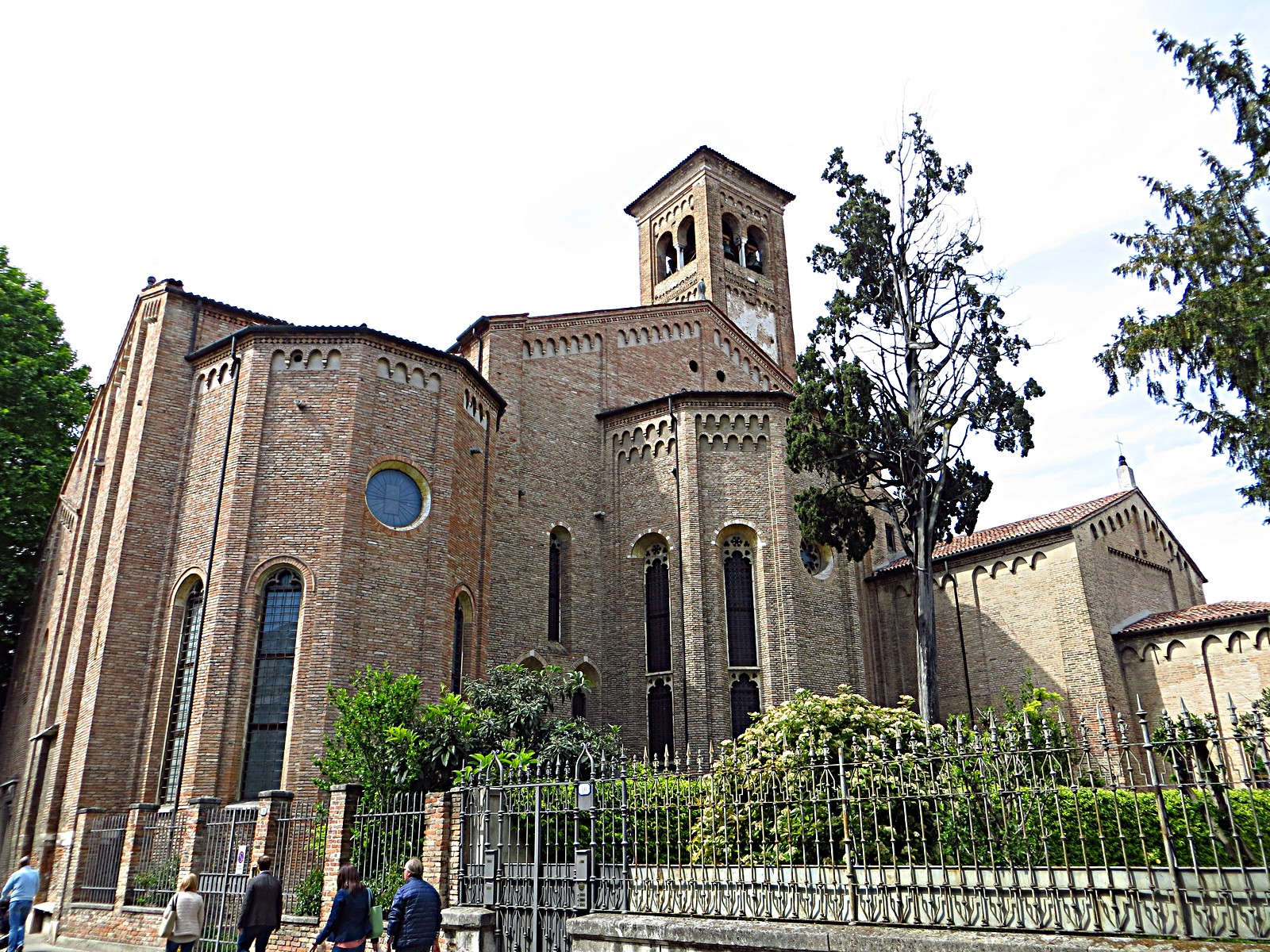
Ábside
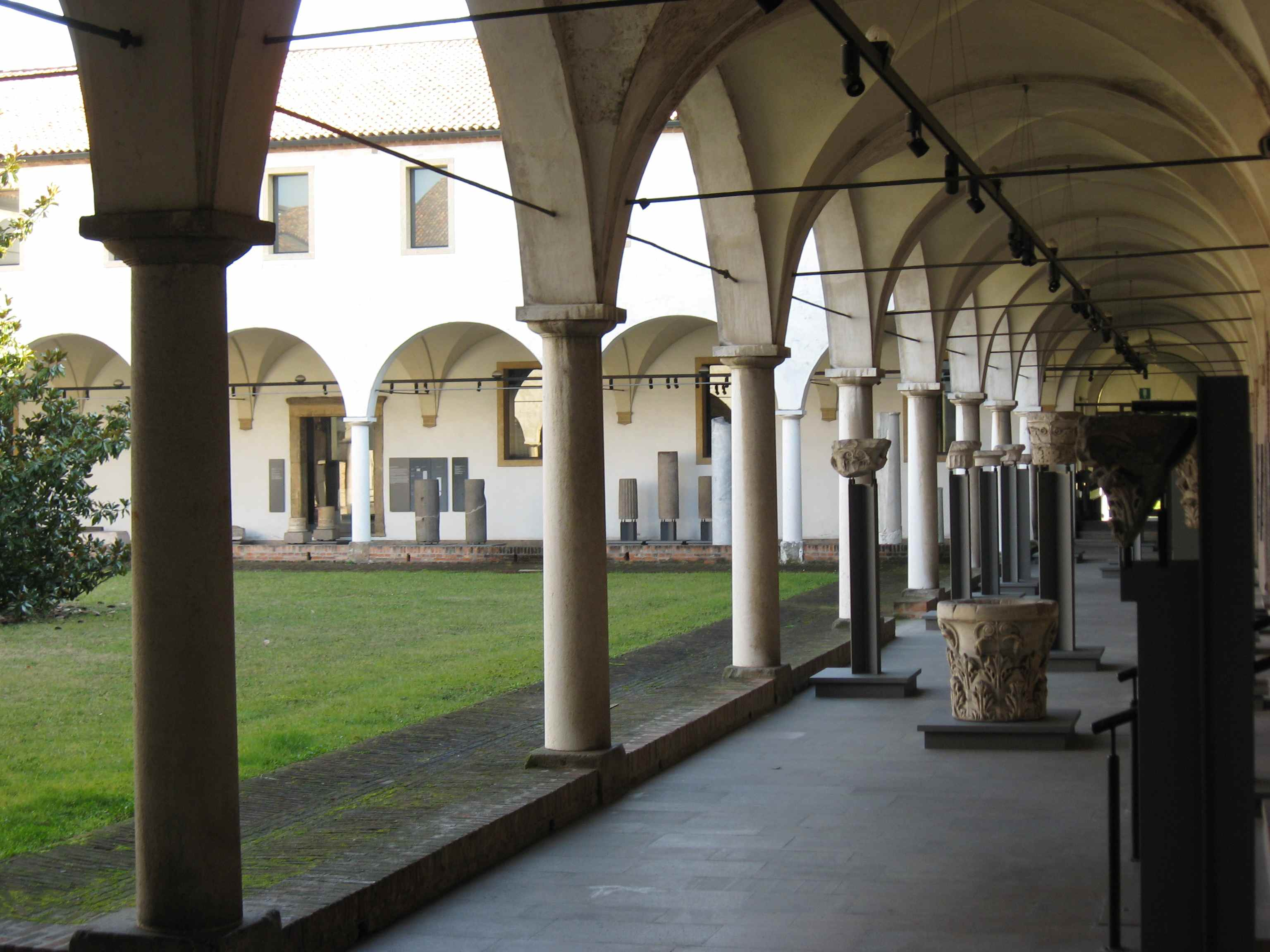
Patio interior

### Interior
El interior consta de una sola nave, con  soffitto a carena di nave (techo de casco de barco) reconstruido después de la Segunda Guerra Mundial siguiendo el modelo original.
A derecha e izquierda de la entrada están los dos monumentos funerarios de Ubertino y Jacopo II (a veces también llamado Giacomo) de Carrara, transportados aquí desde la destruida  iglesia de Sant'Agostino a principios del siglo XIX: fueron construidos, respectivamente, hacia el 1345 y en 1351, por el escultor veneciano Andriolo de Santi, por otros dos artistas venecianos y por el lombardo Bonino da Campione a quien se atribuyen las dos "Madonne con il bambino" en los nichos centrales de los sarcófagos.
Feltrino Gonzaga († 1374), señor de Novellara y Bagnolo, fue enterrado en la iglesia.

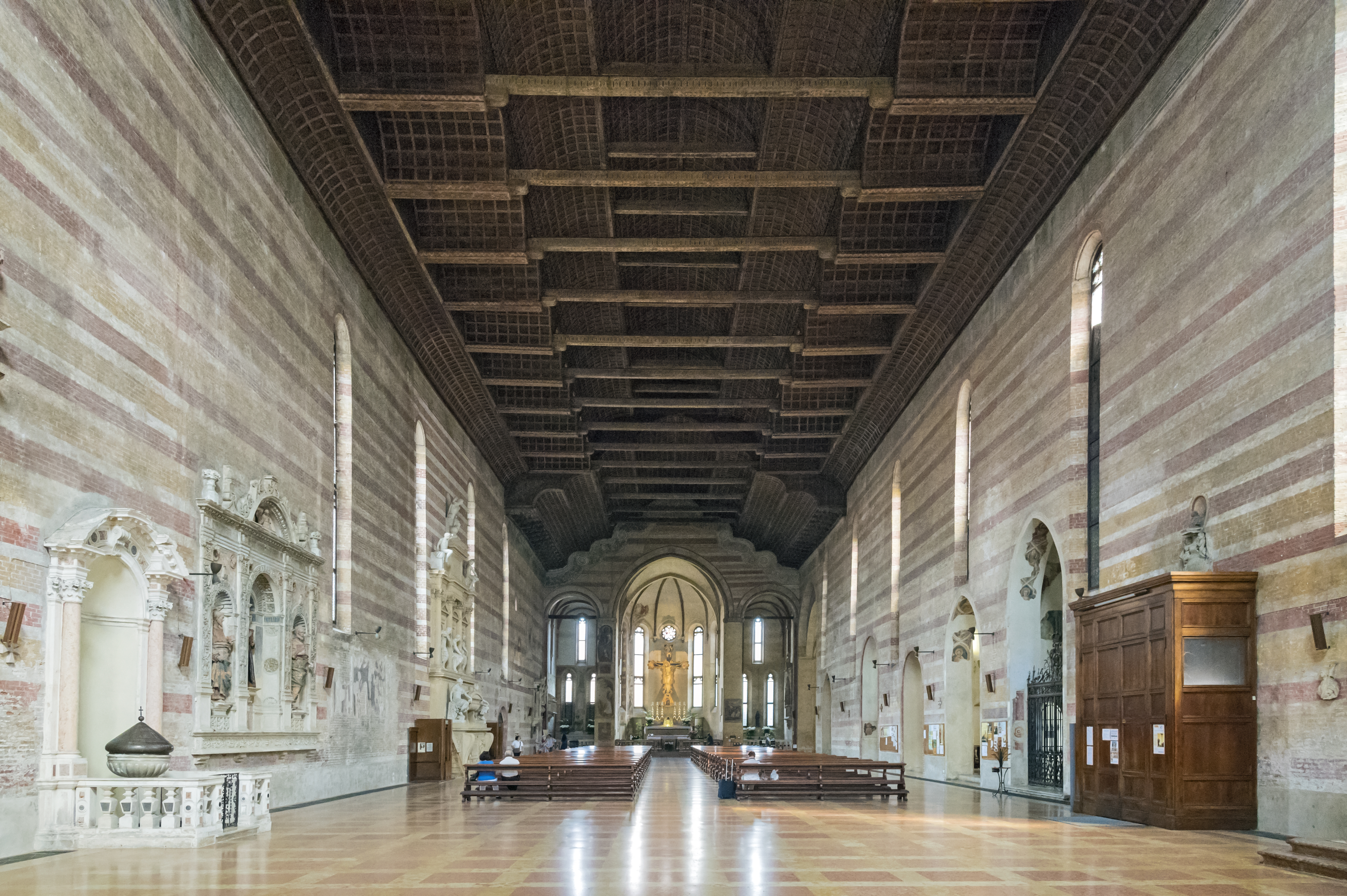
Nave vista hacia el ábside
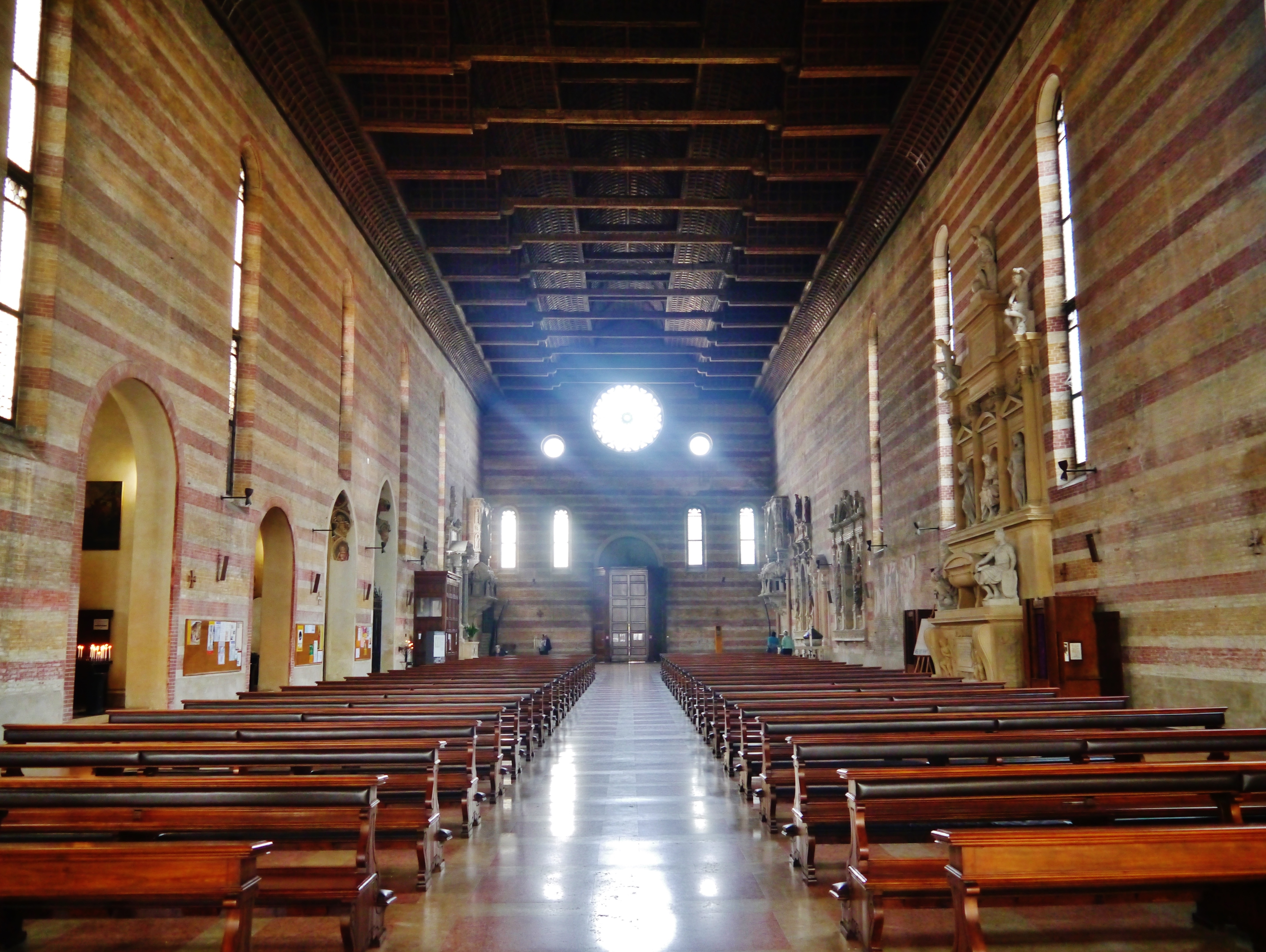
Nave vista hacia la entrada
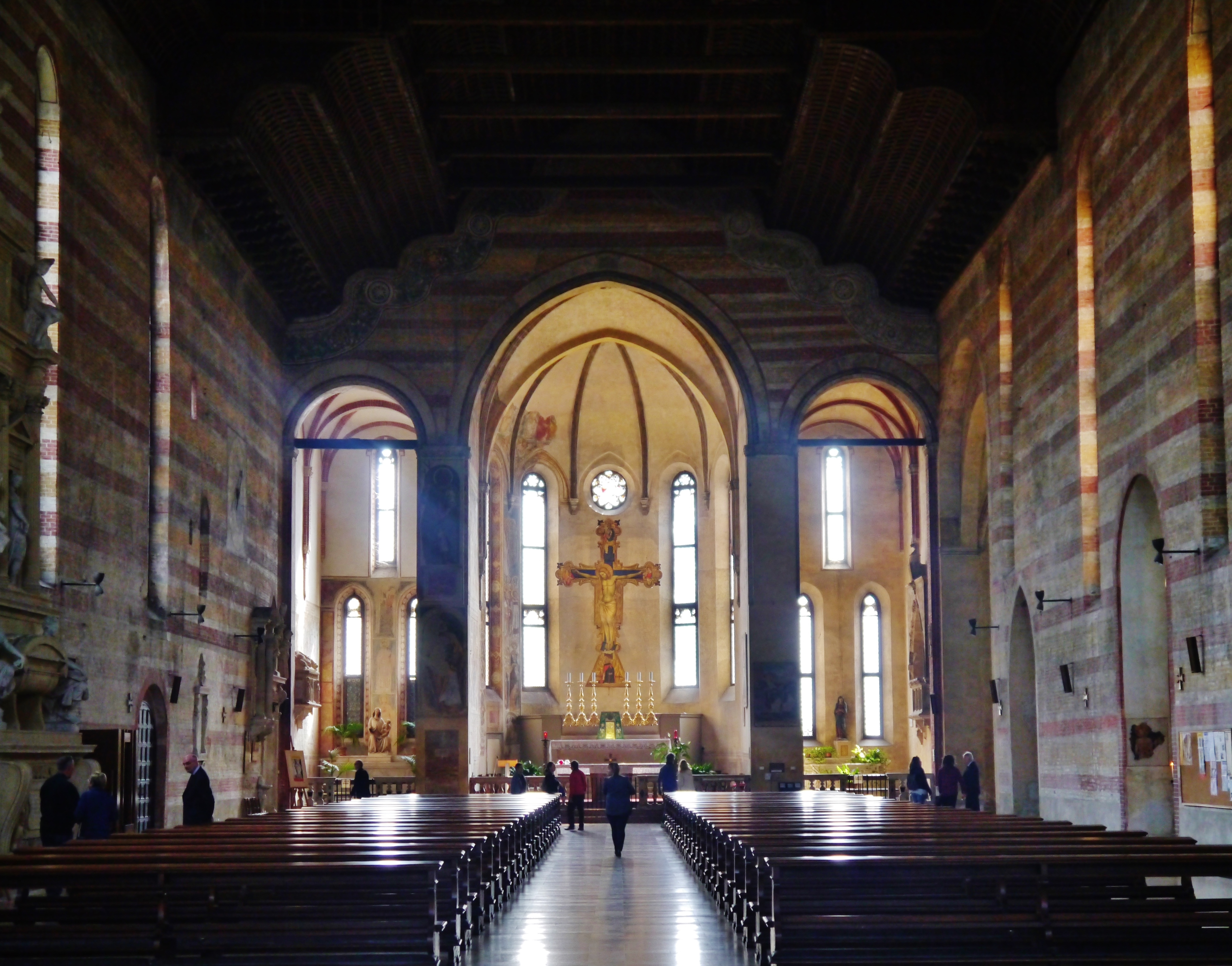
Detalle ábside
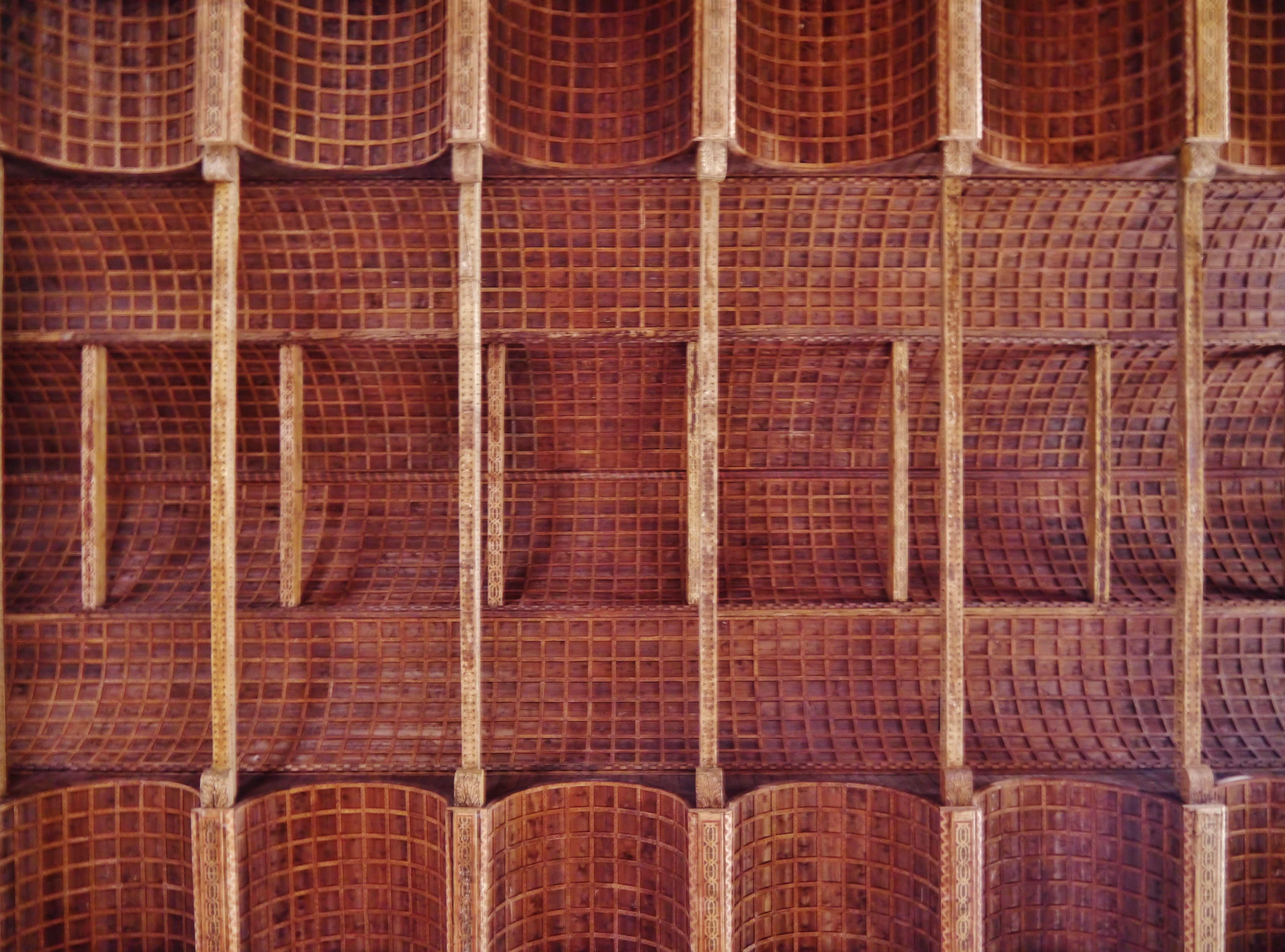
Cobertura interior

#### Lado izquierdo de la nave
- La tumba de  Jacopo de Carrara (1324), obra de Andriolo de Santi, la virgen central del sarcófago es de Bonino da Campione.
- Altar Ave Regina Caelorum. El arquitecto y escultor es Bonino da Campione, la decoración al fresco y la Virgen y el Niño son de Stefano da Ferrara.
- las pilas bautismales.
- un antiguo reloj.
- Un fragmento de un fresco gótico del siglo XIV: la Crucifixión
- El mausoleo de Marco Mantua Bonavides: después de su traslado de Mantua a Padua, el erudito y hombre de letras  Marco Mantova Benavides hizo construir en 1544 un grandioso mausoleo, obra del escultor florentino Bartolomeo Ammannati. A los lados del sarcófago están las dos estatuas del  Lavoro y de la Pazienza,  mientras que en la parte superior está la estatua que retrata al cliente entre el Tempo y la Fama. El conjunto está dominado por la Immortalità. El monumento está hecho de piedra amarilla de Nanto, mientras que las estatuas son de mármol blanco.

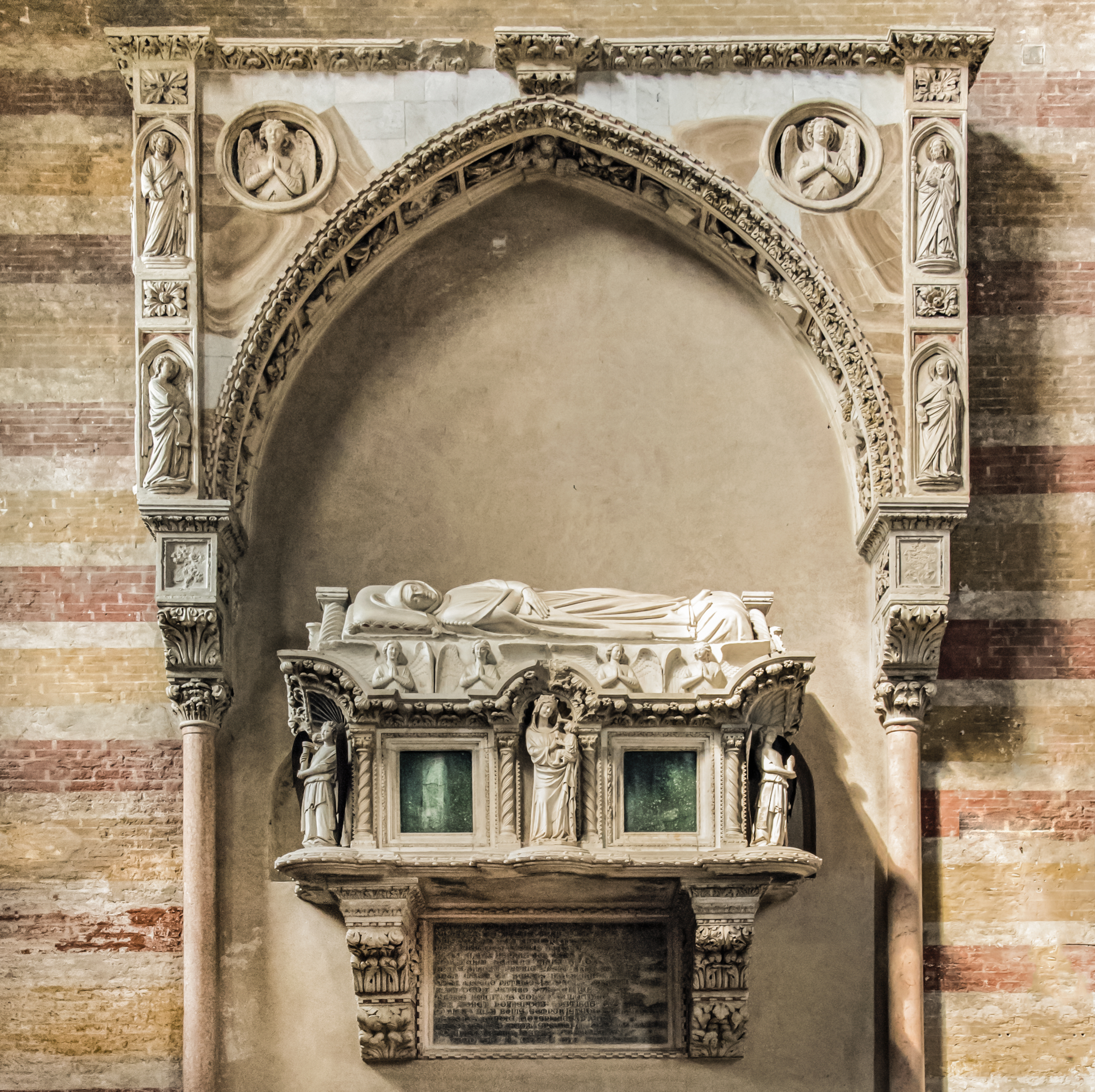
Tumba de Jacopo II da Carrara con epitafio de Petrarca
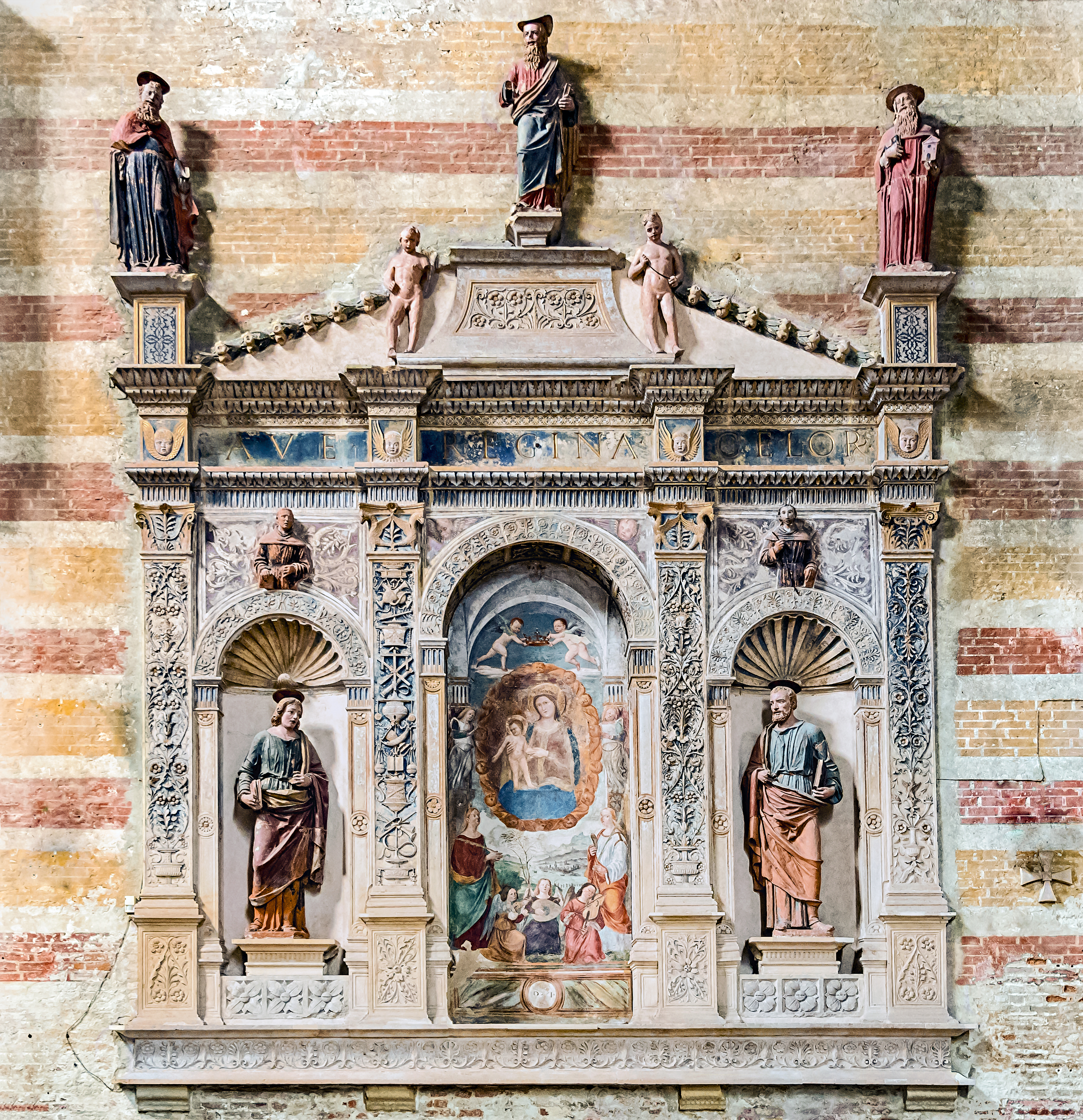
Altar Ave Regina Caelorum
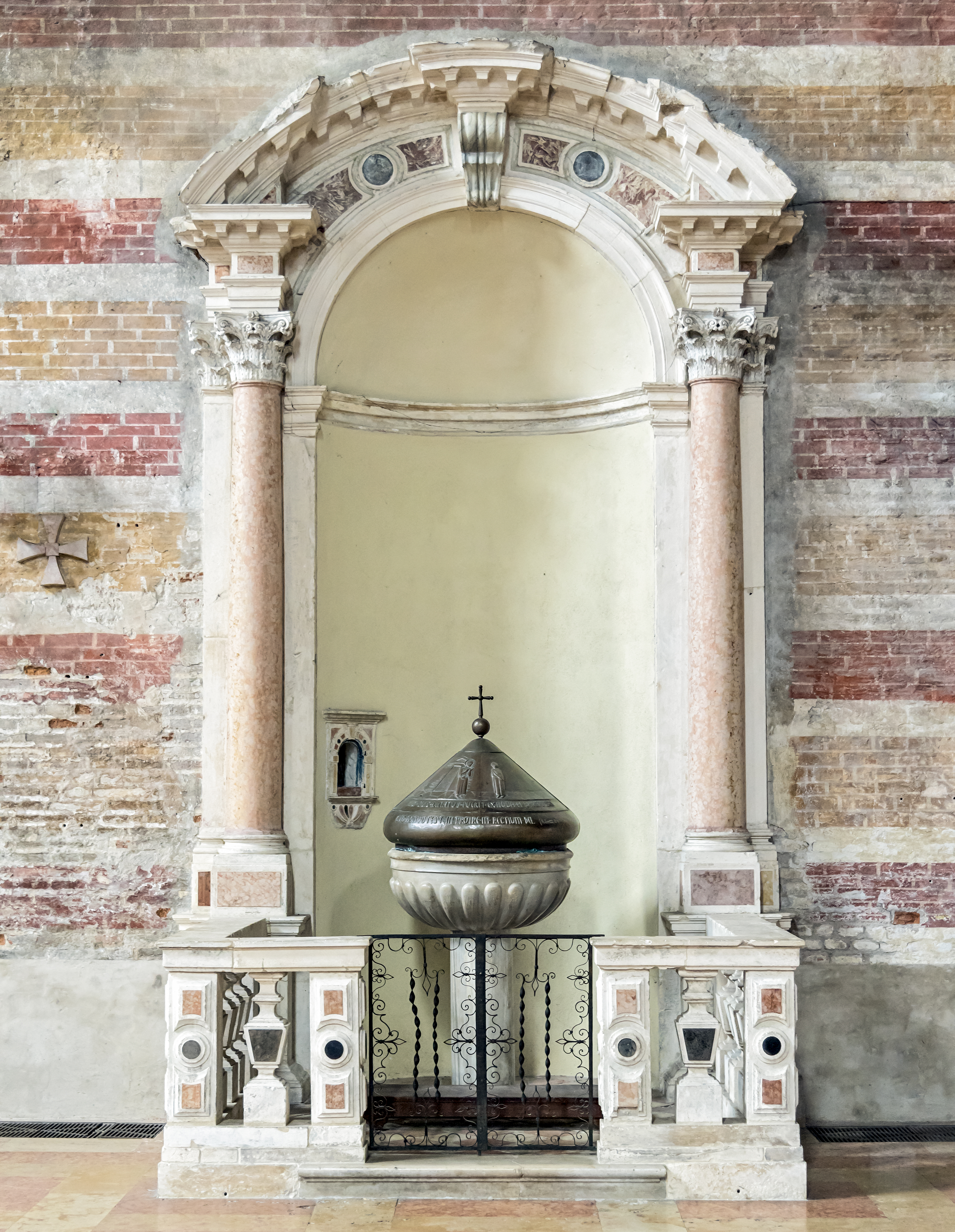
Las pilas bautismales
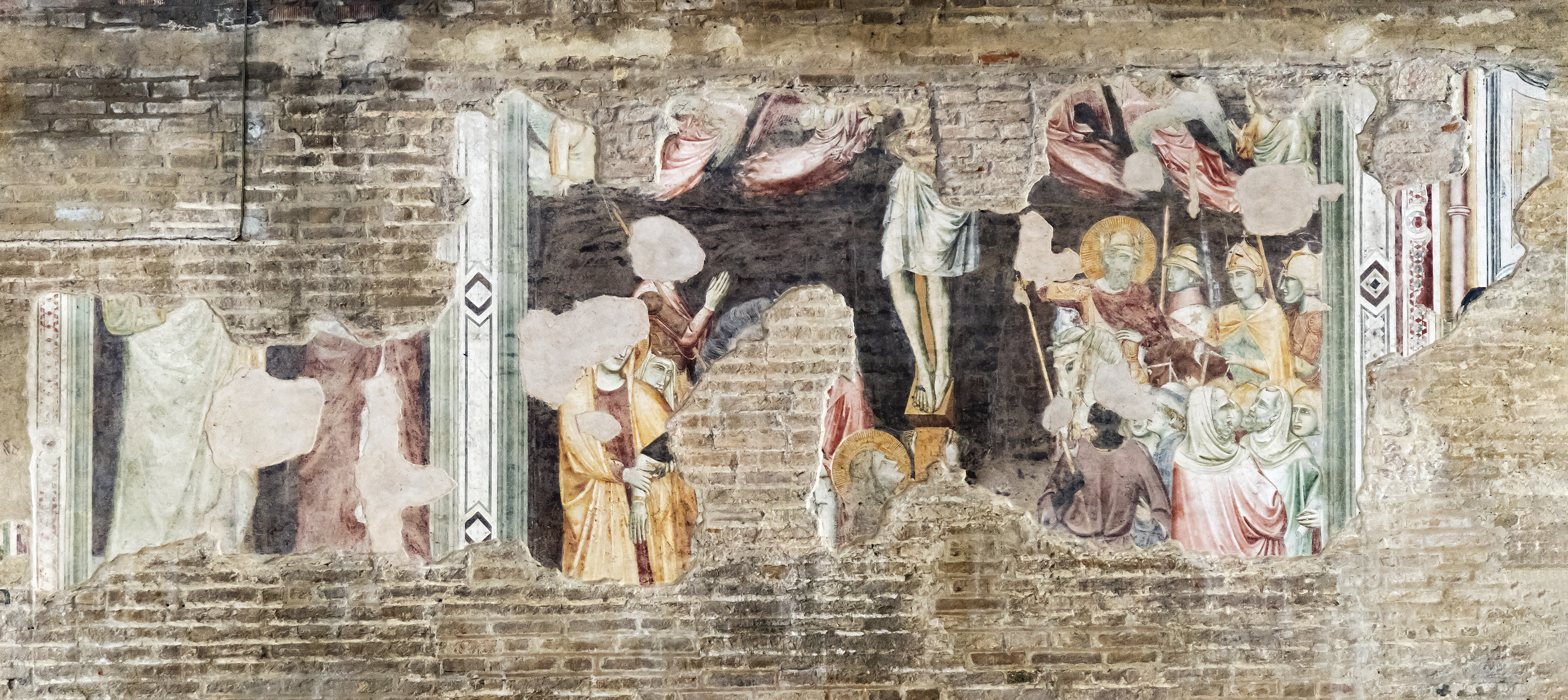
Crucifixión (s. XIV)
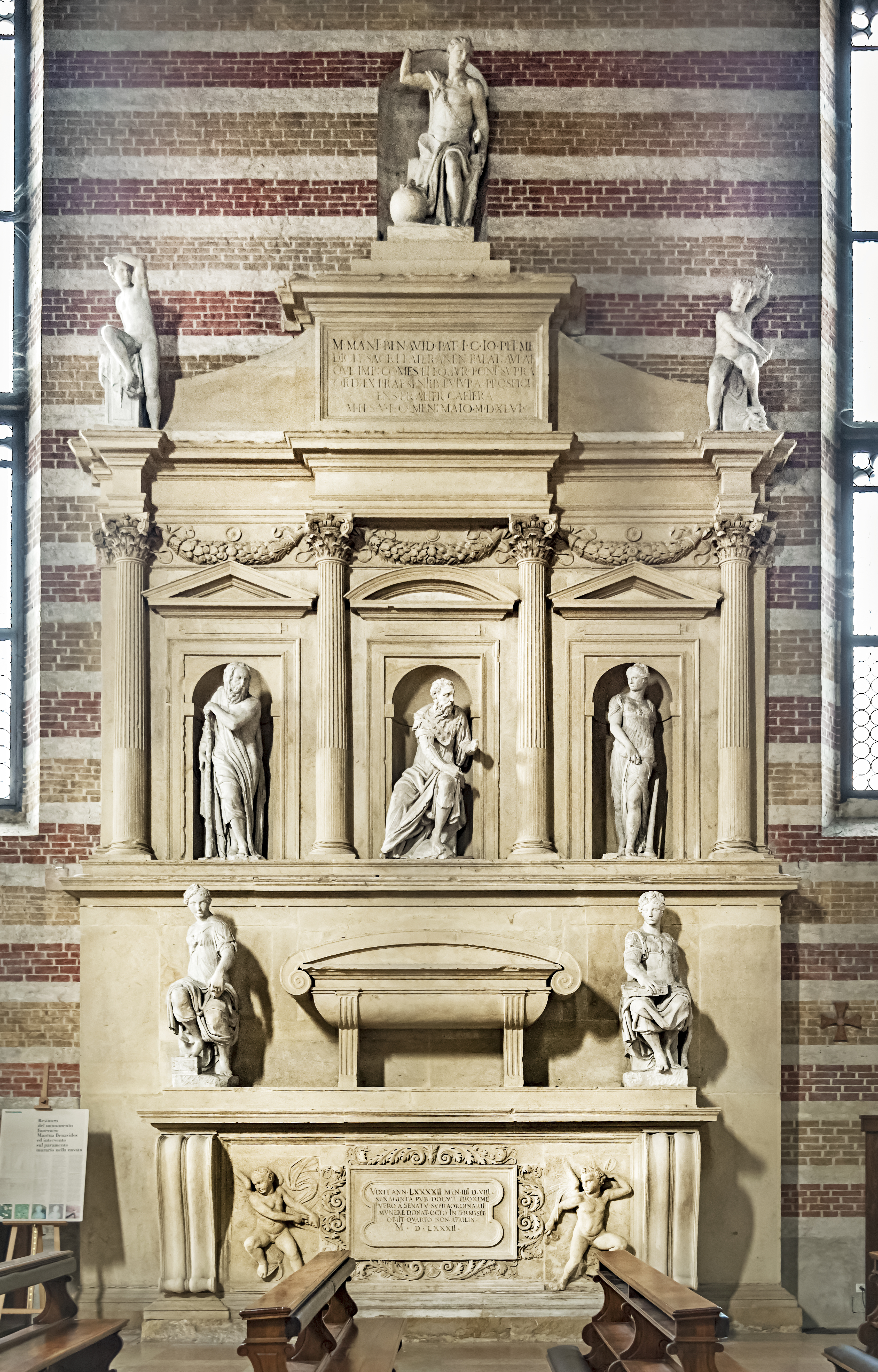
Mausoleo di Marco Mantua Bonavides, obra de Bartolomeo Ammannati

### Lado derecho de la nave
- La tumba de Ubertino da Carrara (1345) de Andriolo de Santi, la virgen central del sarcófago es de Bonino da Campione.
- La capilla de la familia Cortellieri, en la que se conservan algunos restos de un ciclo pictórico realizado por  Giusto de' Menabuoi  hacia 1370 que representa la  Gloria di Sant'Agostino con le Virtù e con le Arti Liberali [Gloria de San Agustín con las Virtudes y las Artes Liberales].[5]

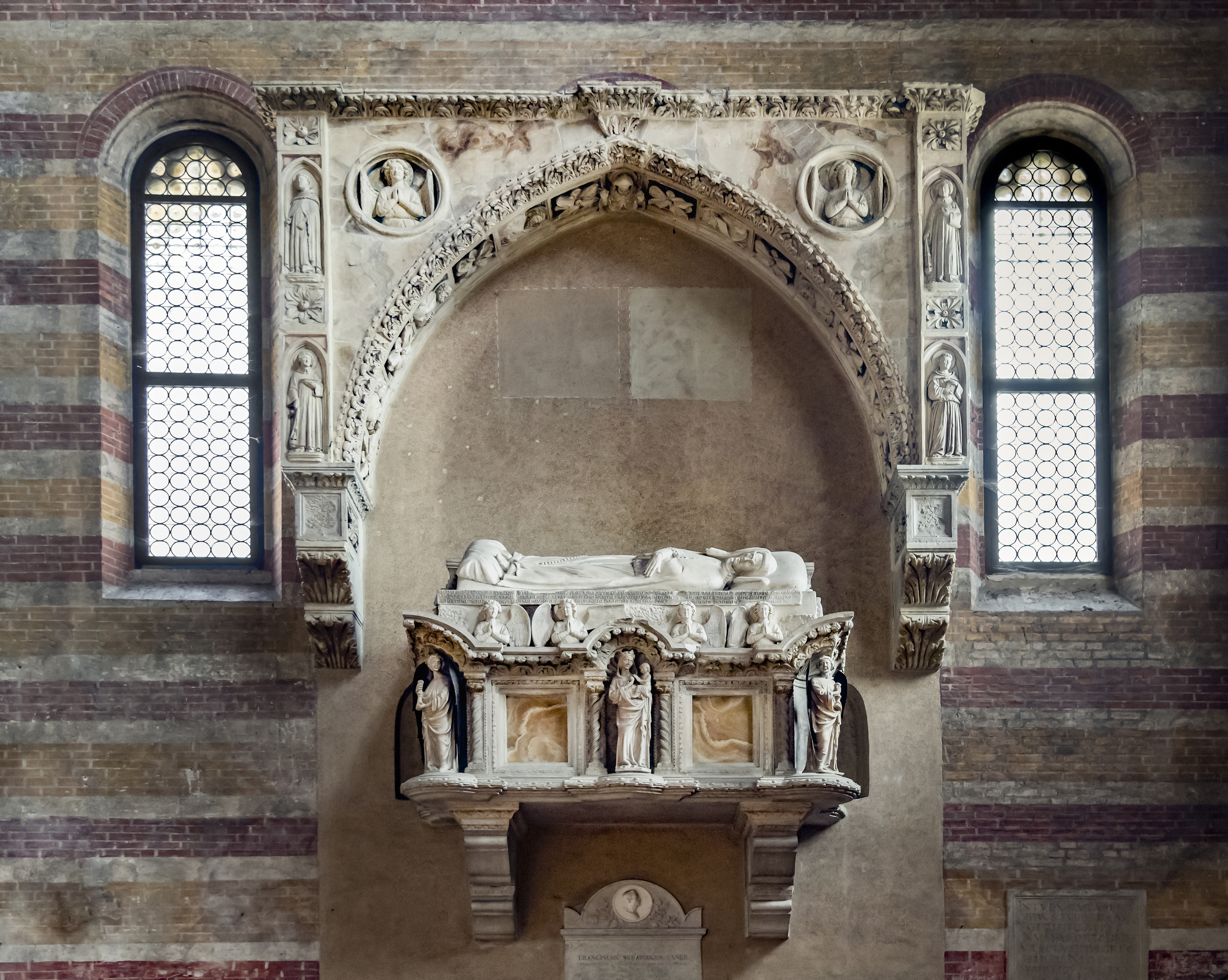
Tumba de Ubertino da Carrara
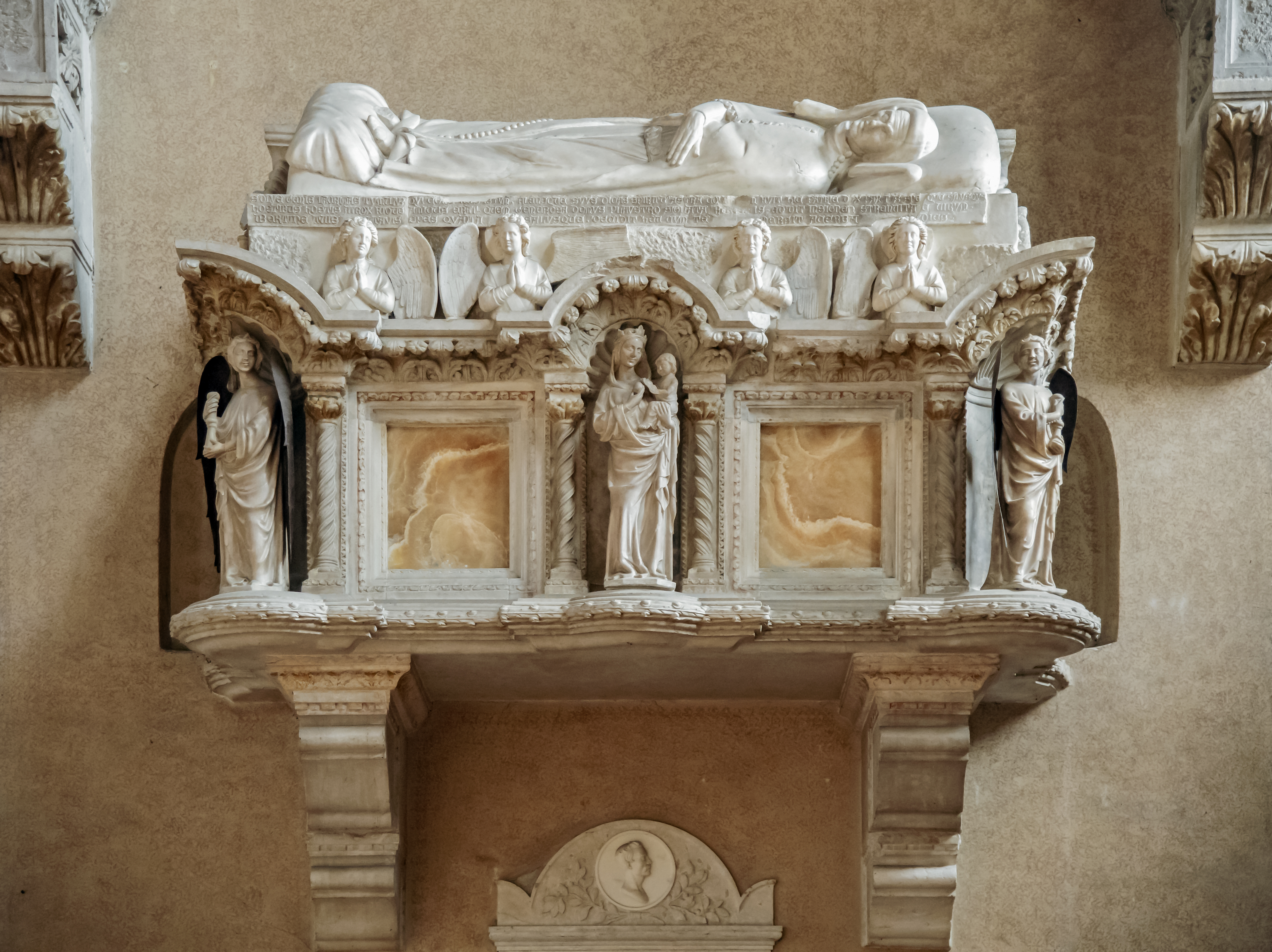
El sarcófago con la virgen de Bonino da Campione

#### Ábside y coro
La larga nave de la iglesia desemboca en el coro, flanqueada por dos estrechas capillas ábsidiales que no se proyectan hacia el exterior. Entre el presbiterio y la capilla Ovetari, a la derecha, se encuentra la pequeña capilla Dotto; en la pared derecha está el monumento funerario de Francesco Dotto.
La capilla ubicada a la izquierda del altar mayor es conocida con el nombre de capilla Sanguinacci, por la familia que tenía el patronazgo. Está dedicada a los santos Cosme y Damian. Sobre la pared de la derecha, en alto, está el fresco con la Virgen y los Santos, obra del Maestro del Coro Scrovegni, que se remonta aproximadamente a la cuarta década del siglo XIV. En la parte baja se puede ver a la  Madonna in trono con Santi ed un offerente [Virgen entronizada con los santos y un oferente], que podría ser el noble alemán Enrico Spisser, en ese momento al servicio de los Carraresi. El fresco fue realizado hacia 1373 probablemente por Giusto de' Menabuoi.
En la pared izquierda se pueden ver los restos de un fresco votivo con emblemas heráldicos, en gran parte perdido debido a la ubicación del monumento funerario de Ilario Sanguinacci, podestá de Bolonia y Florencia, fallecido en 1381.
De la decoración del coro sólo quedan los frescos de la pared izquierda, obra de Guariento (1361-1655). El tema es el ciclo de la historia de los santos Filippo y Agostino. 

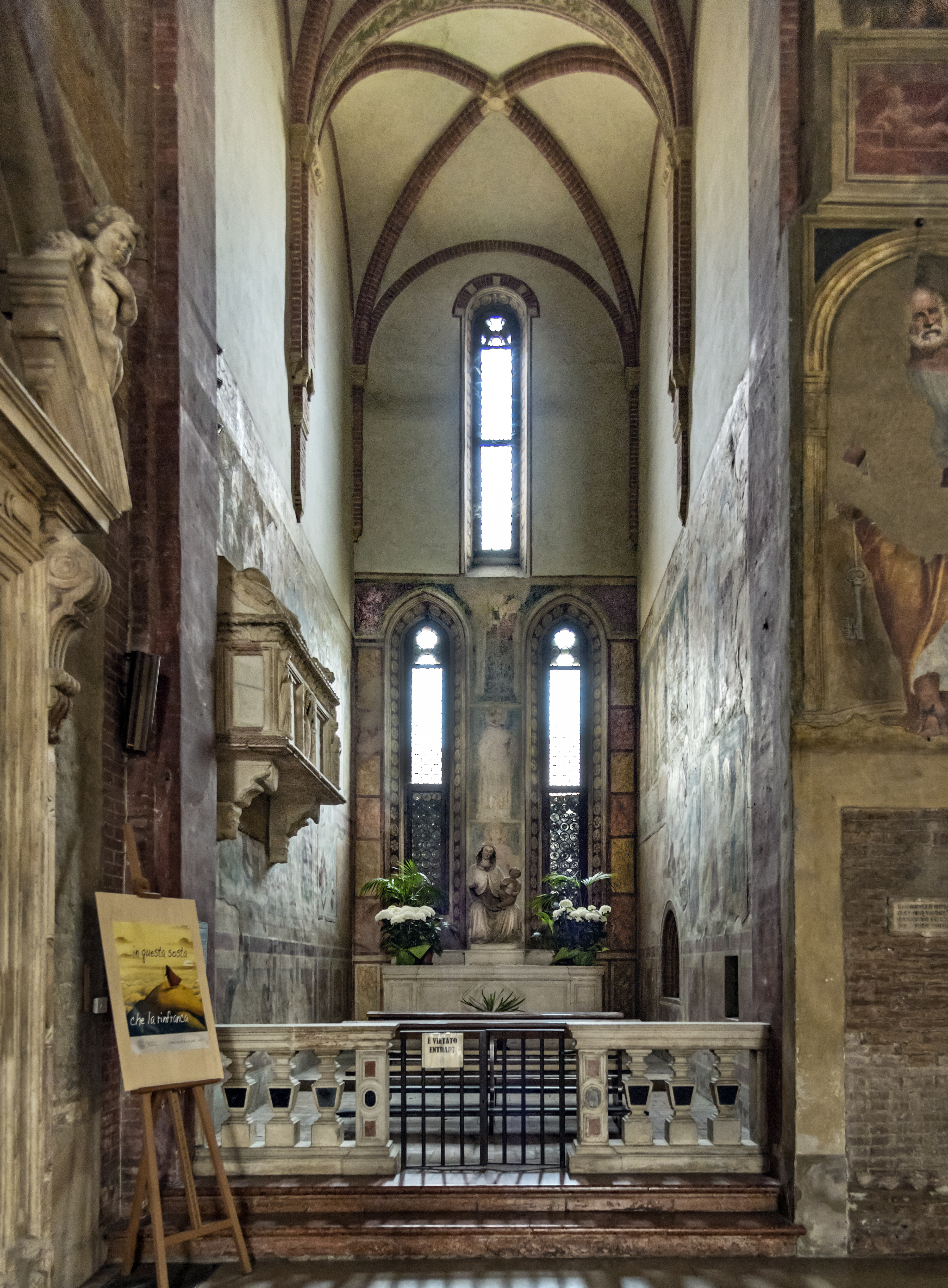
La capilla de la familia Sanguinacci
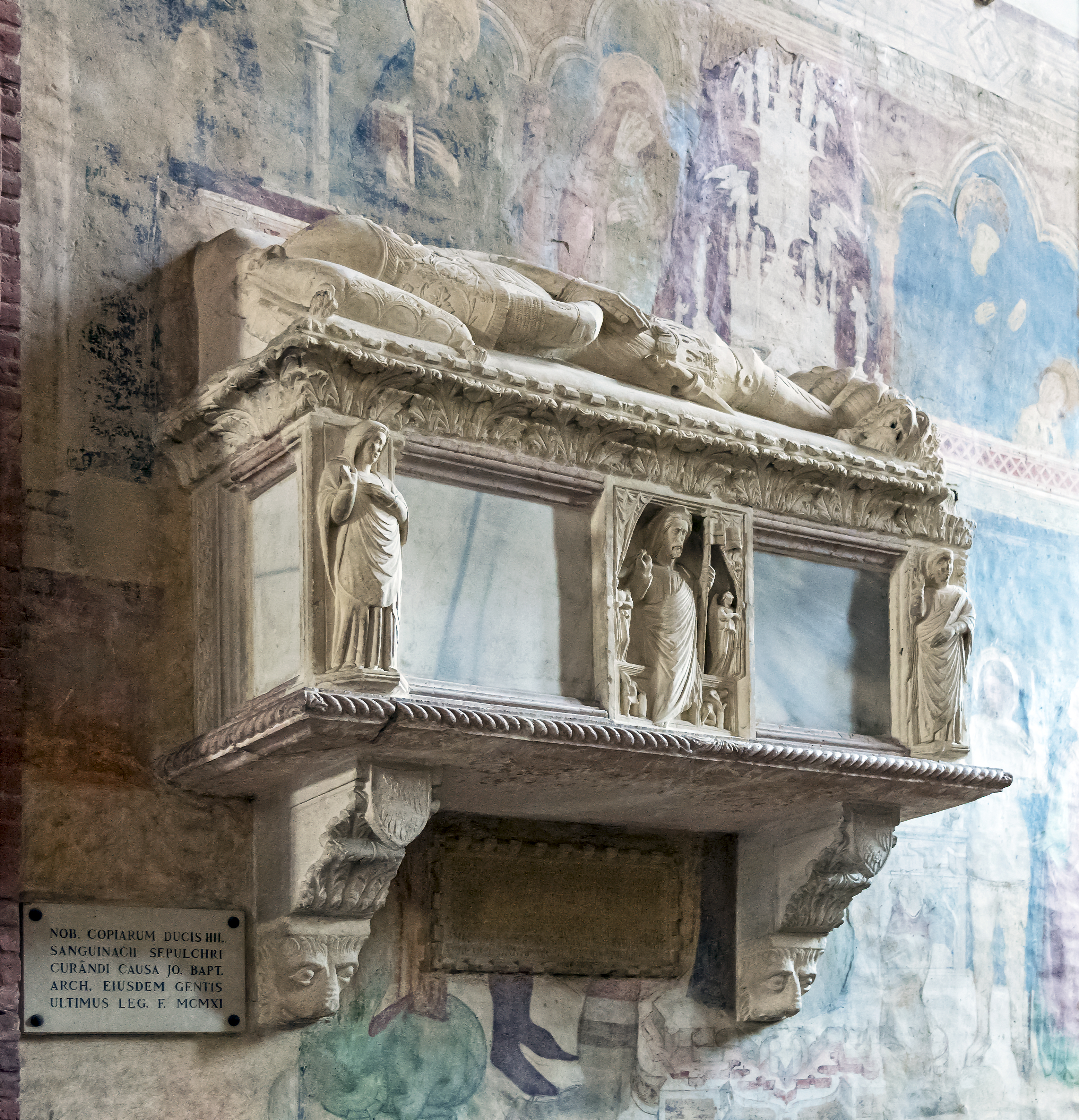
Tumba de Ilario Sanguinacci
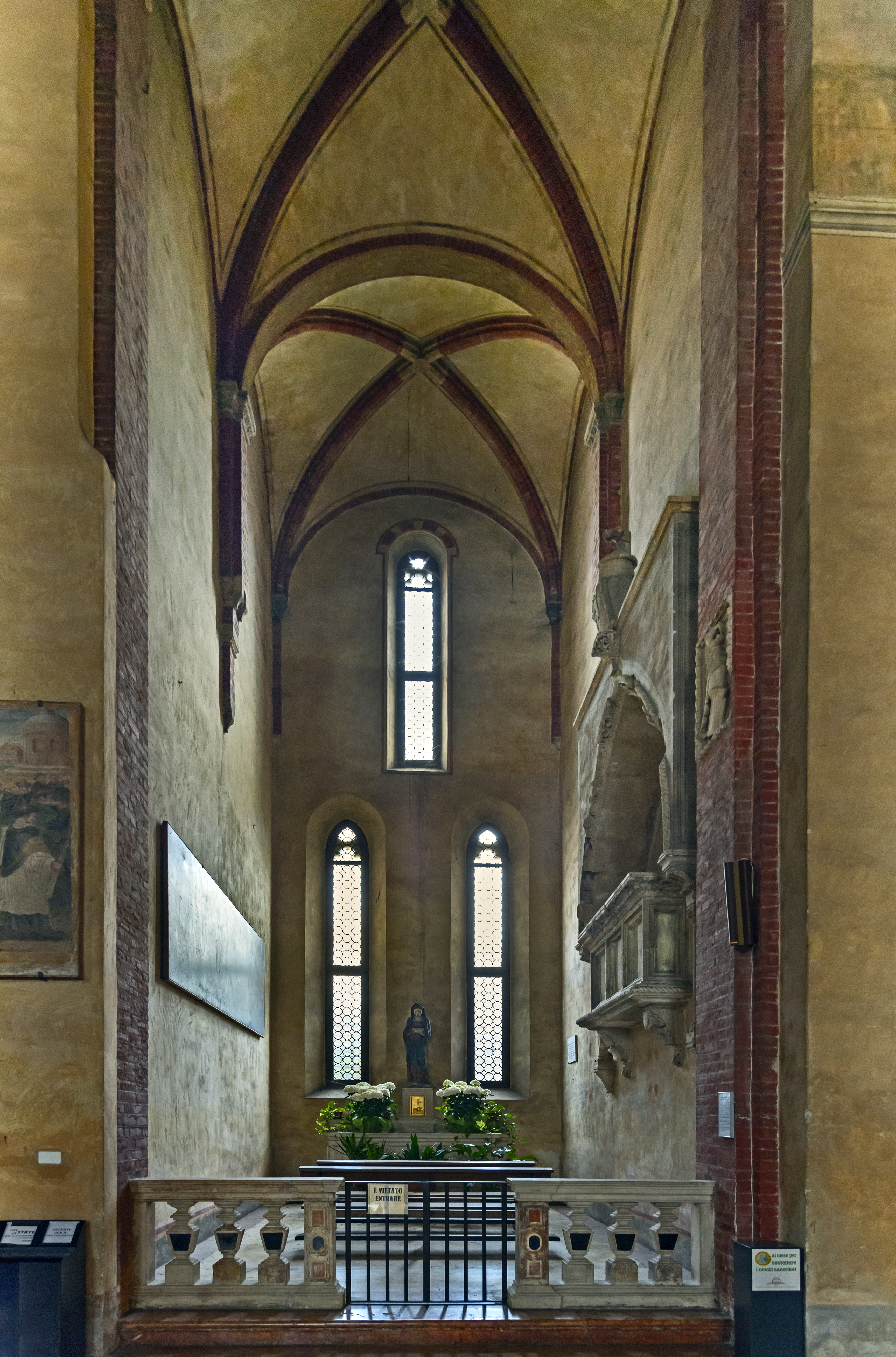
La capilla de la familia Dotto
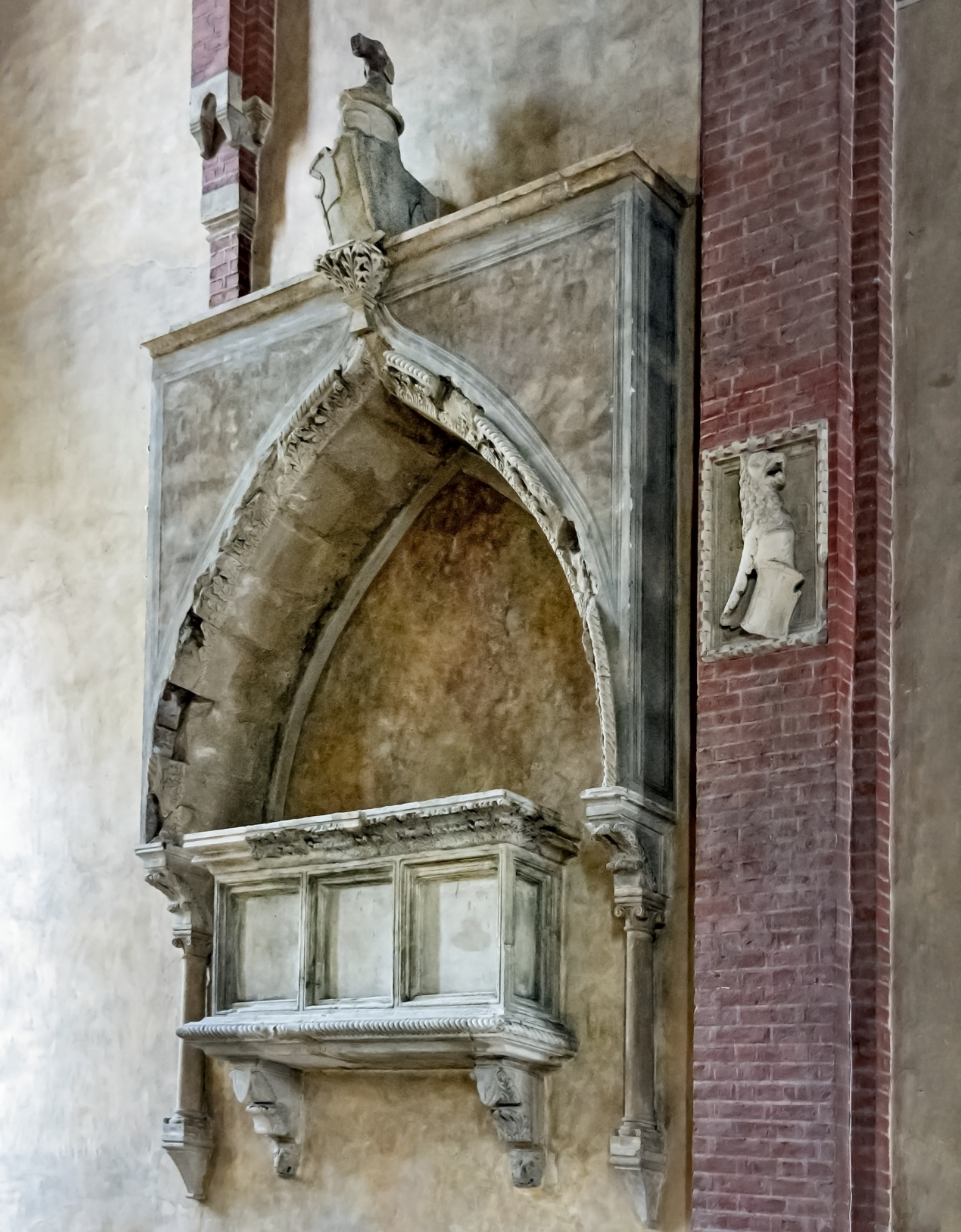
Tumba de Francesco Dotto

La capilla mayor está decorada con un ciclo de frescos de Guariento que después de la destrucción de la guerra cubre solo el muro izquierdo (norte), con las  Storie di san Filippo e sant'Agostino  [Historias de San Felipe y San Agustín] en los tres registros superiores y en el zócalo monocromático las alegorías de los planetas y de la Edad del hombre: claramente esta parte de la decoración está influenciada por los frescos cercanos de Giotto en la capilla de los Scrovegni. La actividad pictórica de Guariento en el ábside principal se remonta estilísticamente a los años 1361-1365. Las escenas supervivientes son:
- 1, 2. San Filippo costretto a sacrificare a Marte [San Felipe obligado a sacrificar a Marte]
- 3. Incontro di san Filippo con i vescovi [Encuentro de San Felipe con los obispos]
- 4. Martirio in croce di san Filippo [Martirio de San Felipe en la cruz]
- 5. Visione di sant'Agostino [Visión de san Agustín]
- 6.  Vestizione di sant'Agostino e battesimo di Adeodato  [Vestimenta de san Agustín y bautismo de Adeodatus]

Frescos de la capilla mayor de Guariento
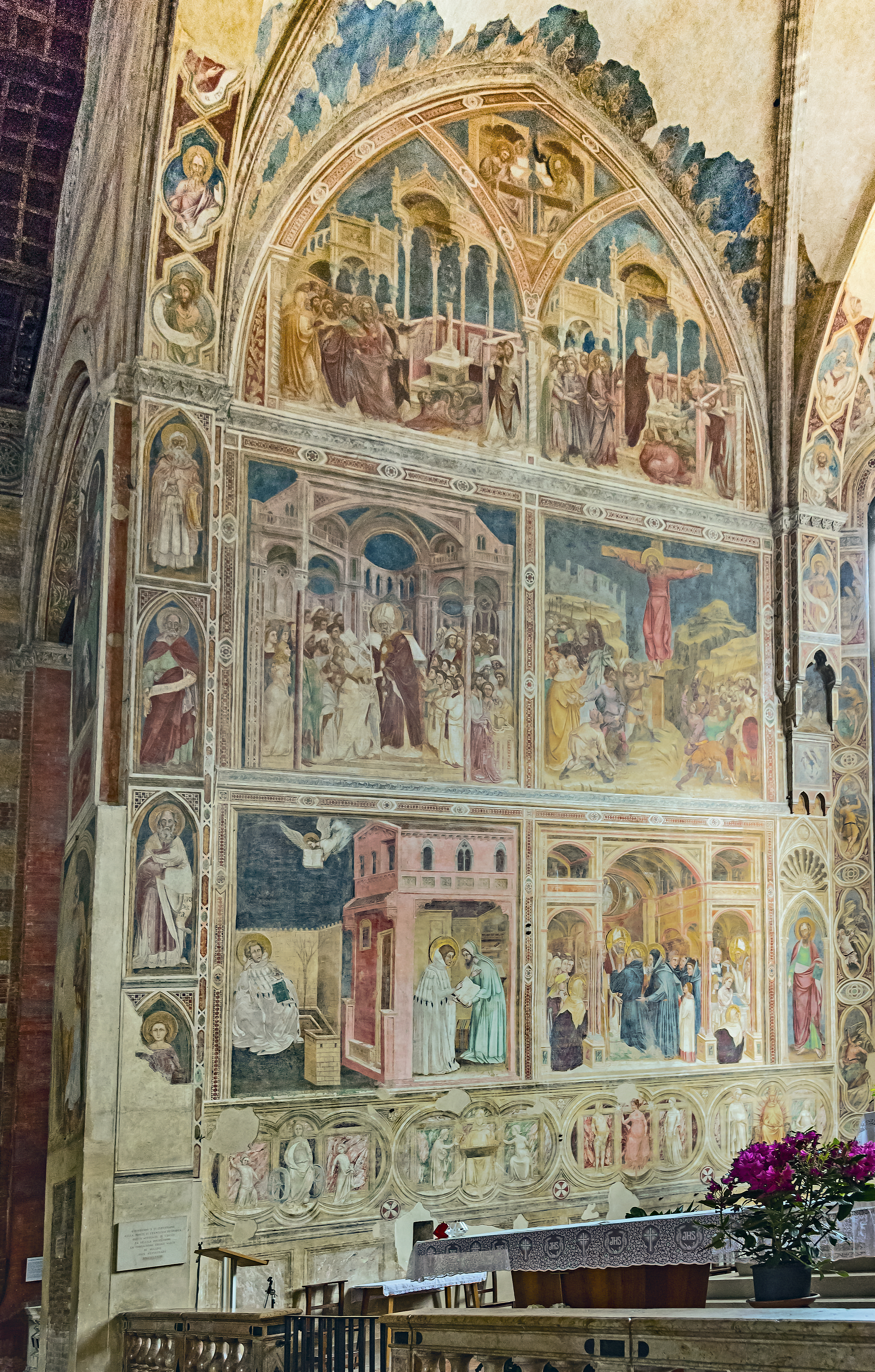
Affreschi di Guariento
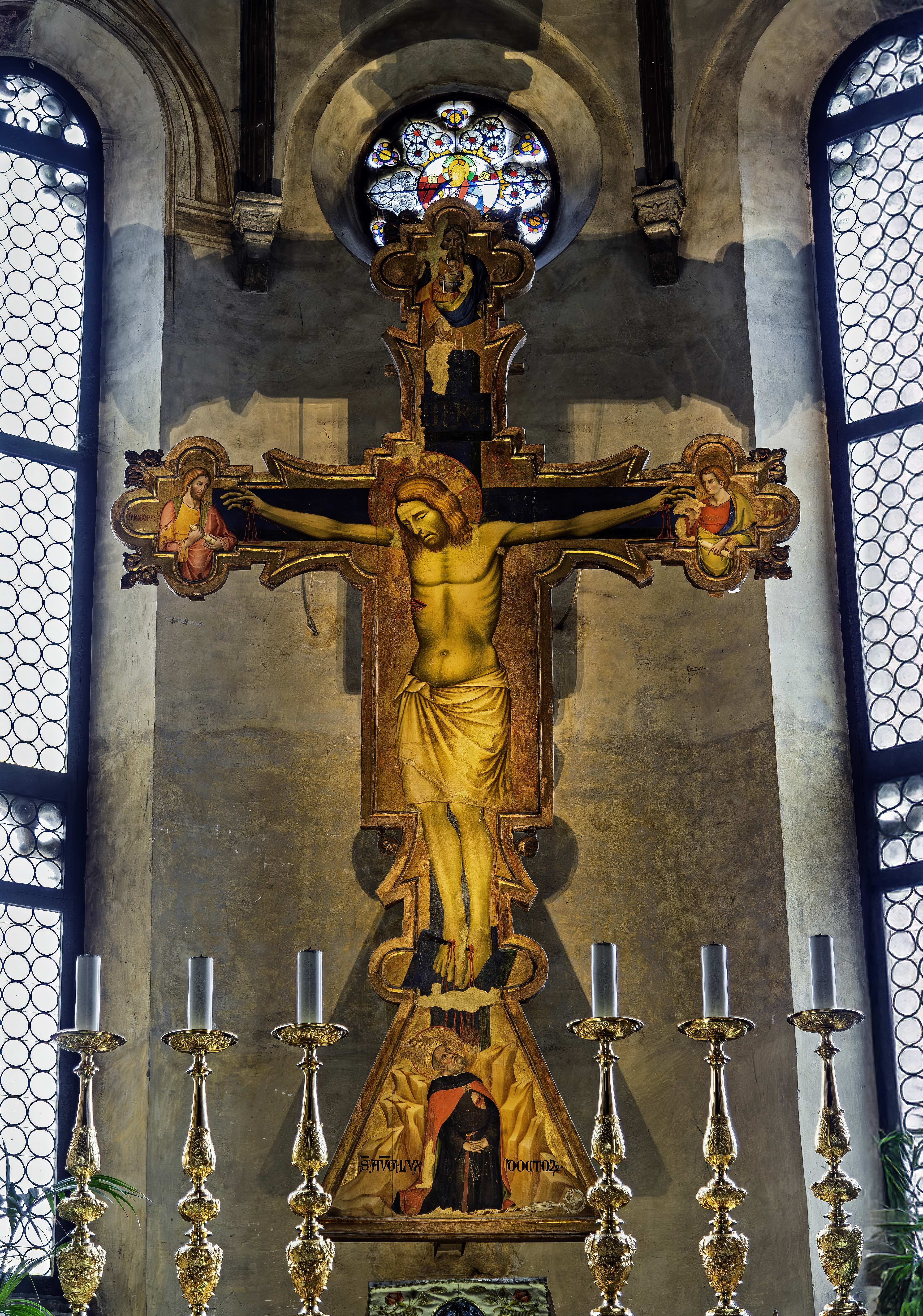
Detalle del ábside
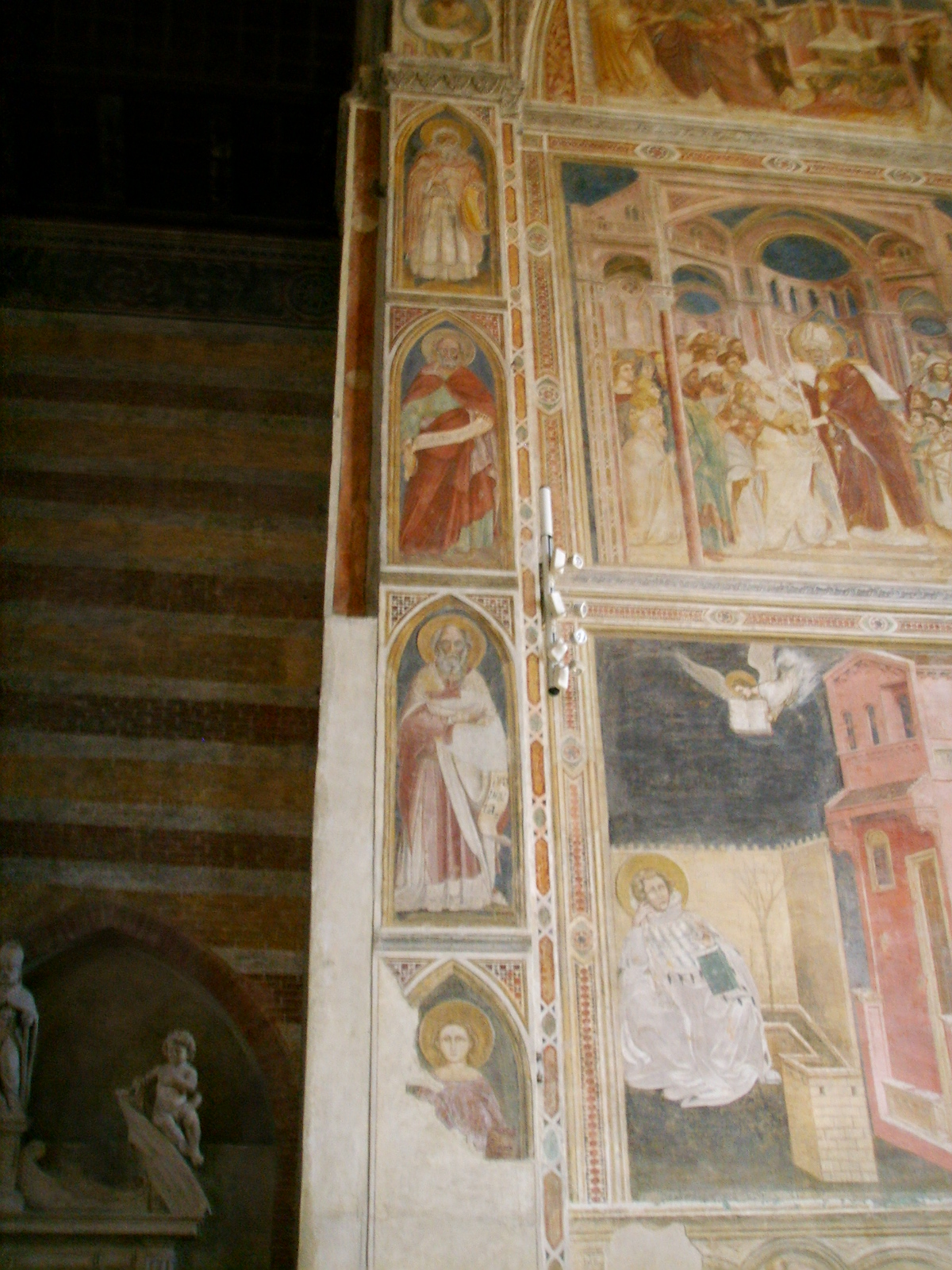
Detalle del ábside
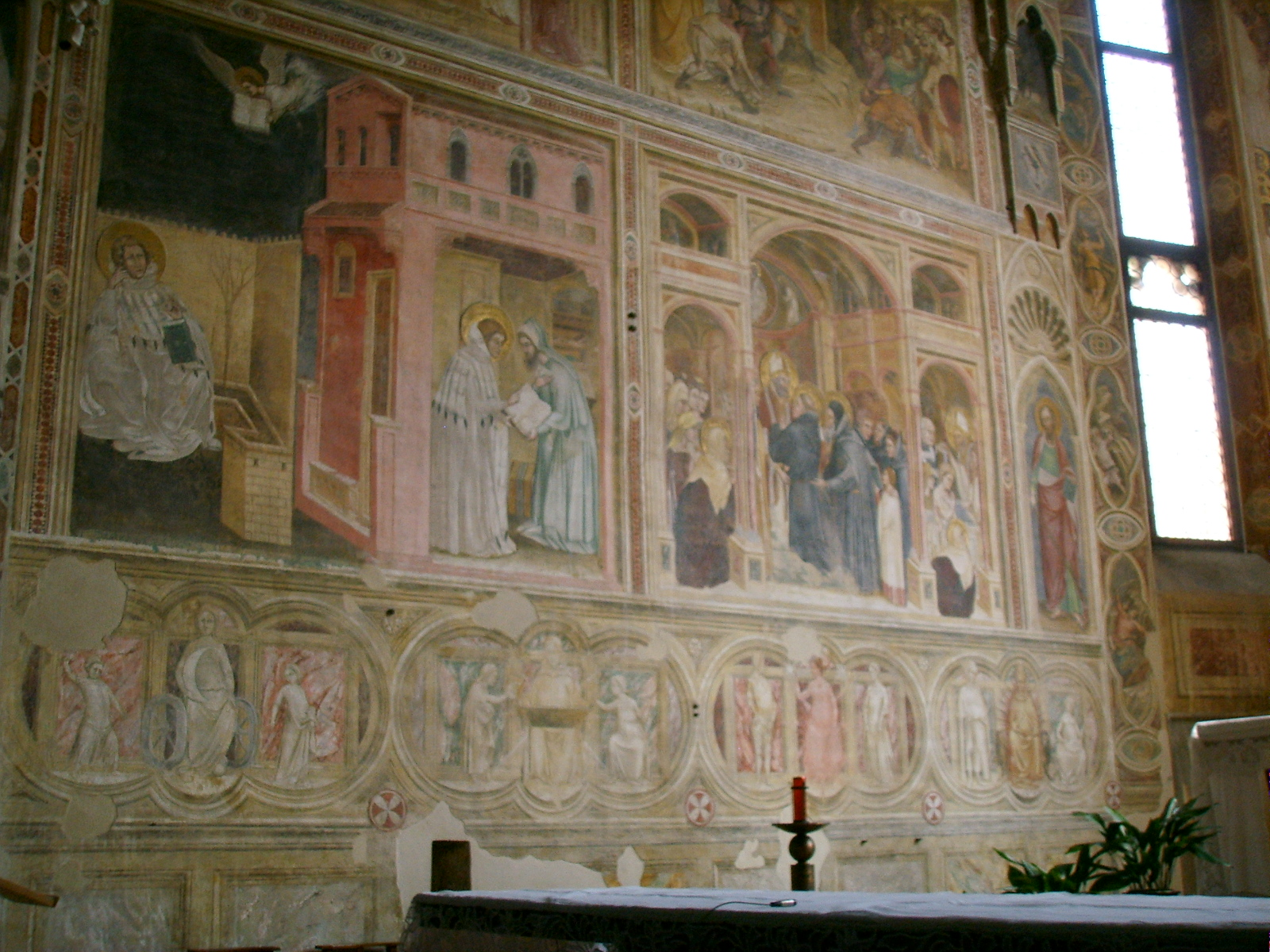
Detalle del ábside
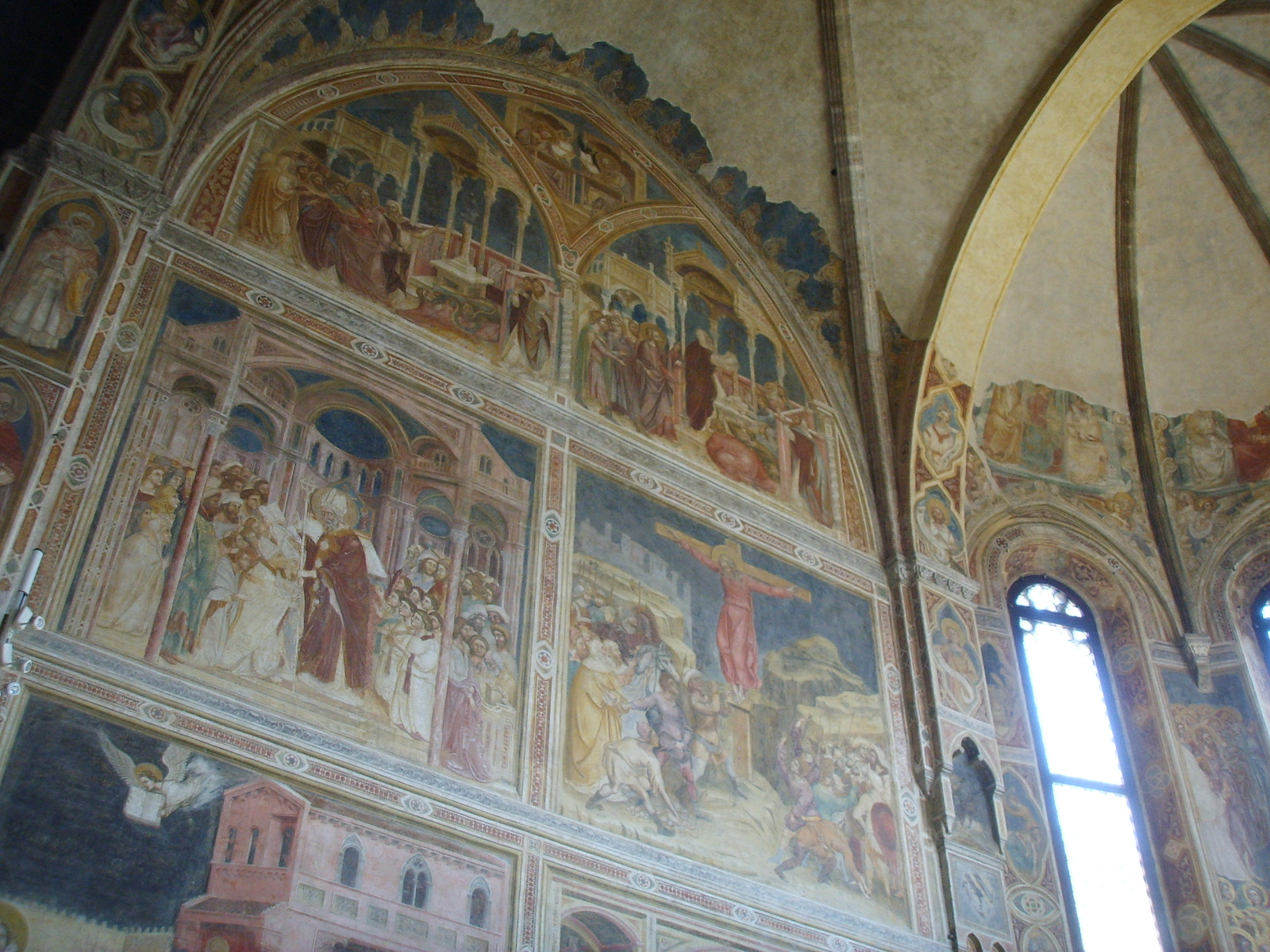
Detalle del ábside

El crucifijo detrás del altar mayor es obra del veneciano  Nicoletto Semitecolo (1367).

### Capilla Ovetari
A la derecha de la capilla principal se encuentra la capilla Ovetari. En 1448, Andrea Mantegna fue llamado junto con  Niccolò Pizzolo y dos pintores venecianos, Antonio Vivarini  y su cuñado Giovanni d'Alemagna, para trabajar en la decoración de los frescos de la Capilla de Ovetari en el ábside de la iglesia. Una serie de eventos fortuitos hicieron que Mantegna completase solo la mayor parte del trabajo.
Los frescos de Mantegna y otros pintores, como Ansuino da Forlì, fueron destruidos en el bombardeo aliado de 1944 (porque estaban cerca de un cuartel general alemán). Reconstruidas, se exponen al público desde 2006.

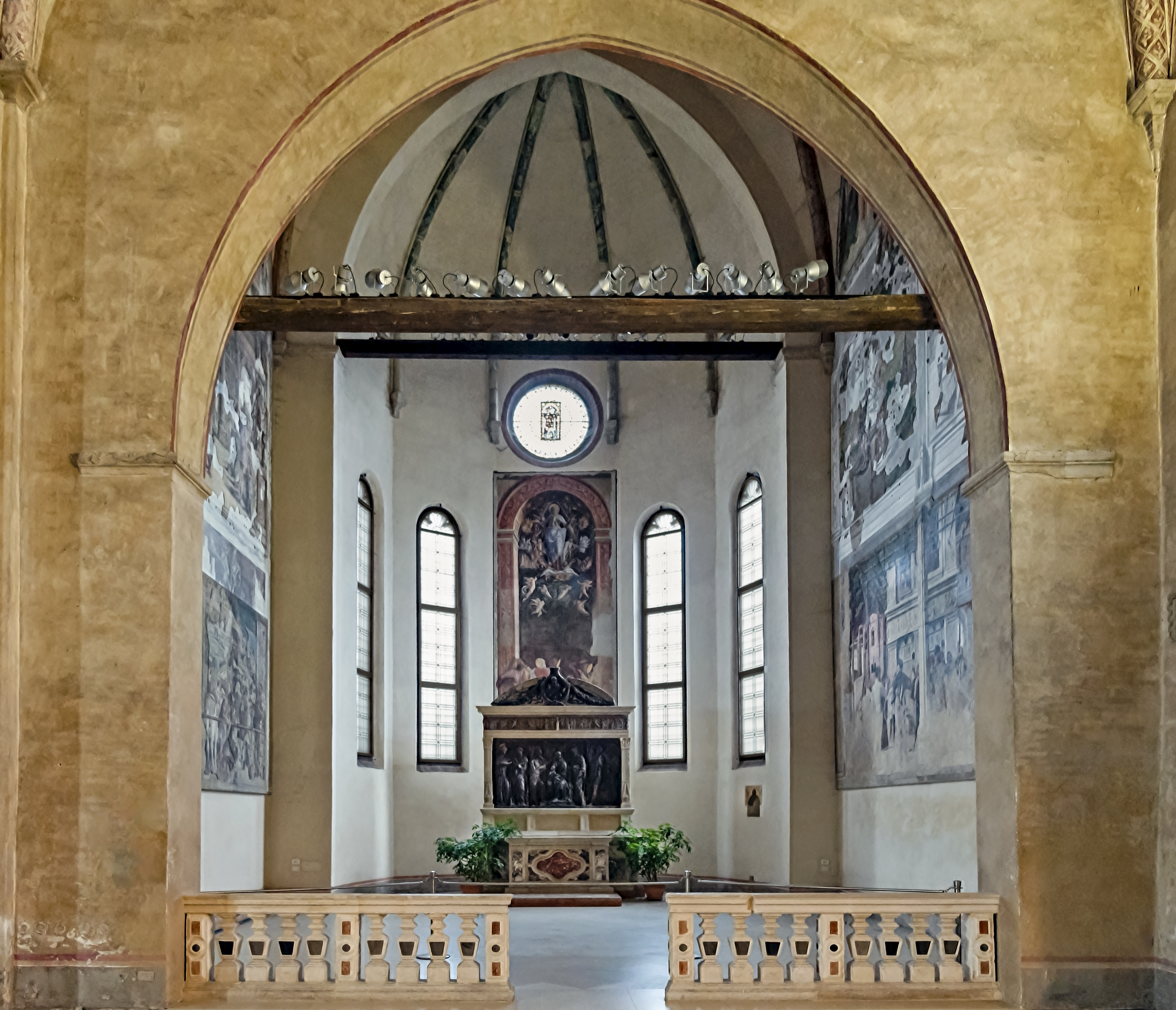
Aspecto de la capilla reconstruida
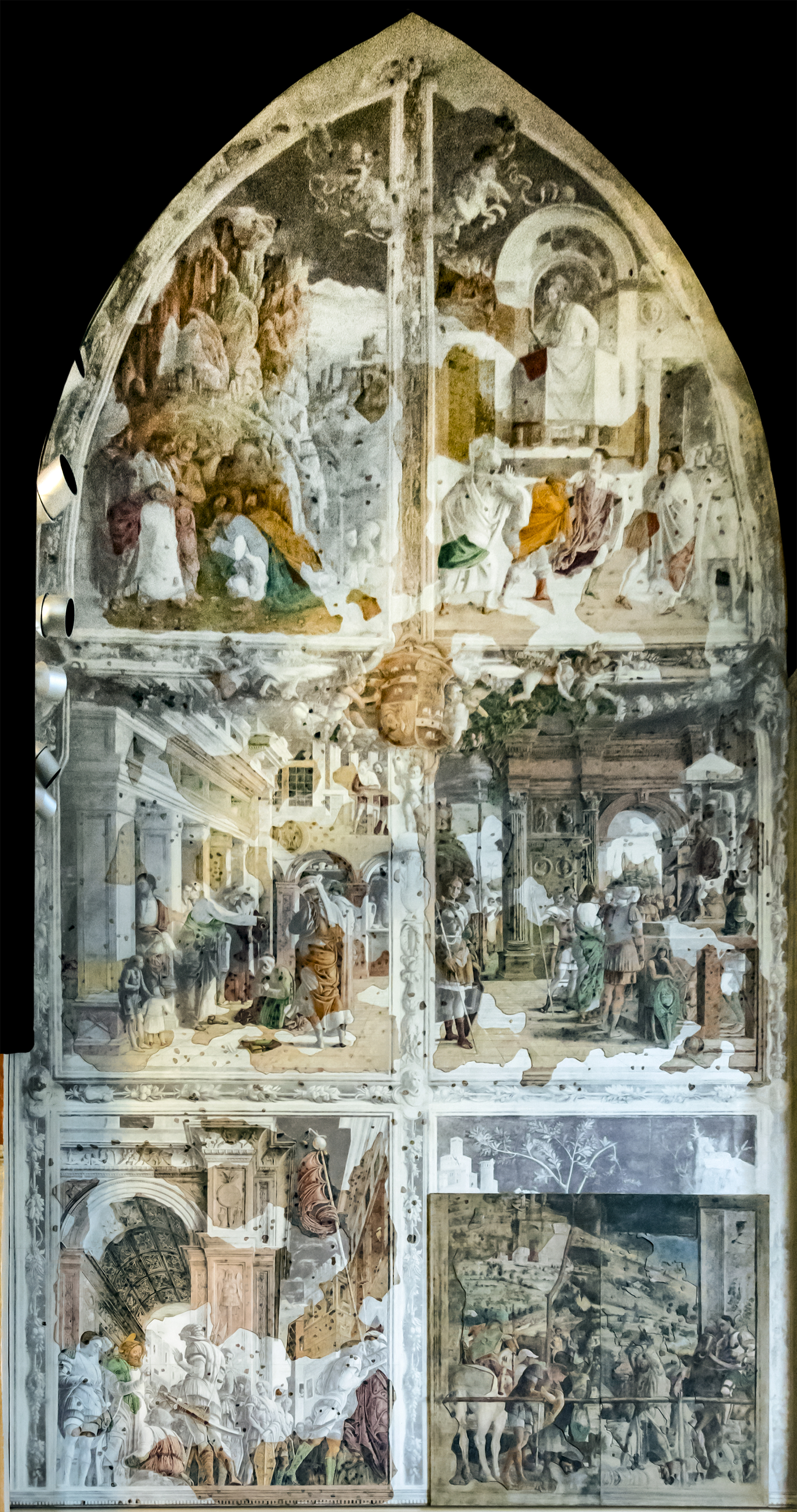
Historias de San Juan Aspecto actual
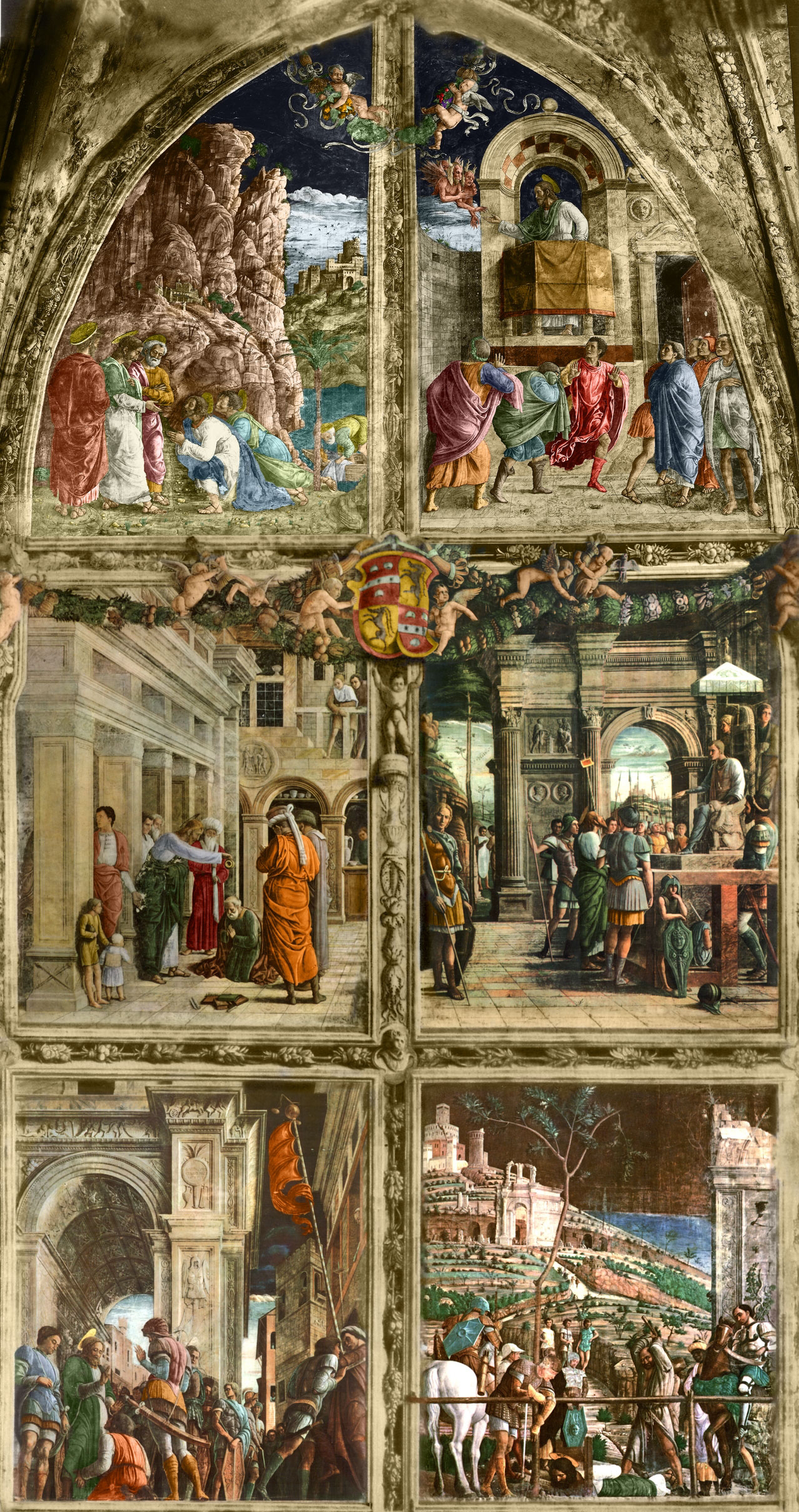
Reconstrucción digital
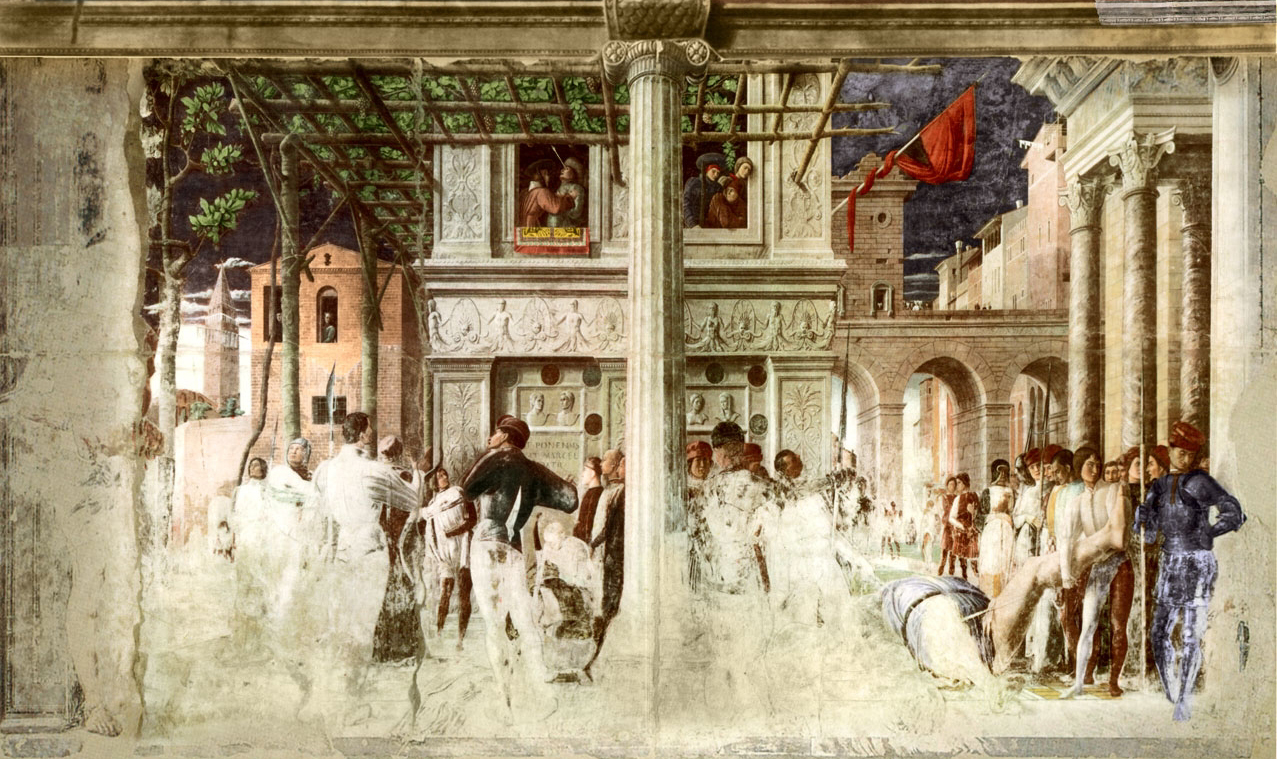
Mantegna, Martirio e trasporto di san Cristoforo
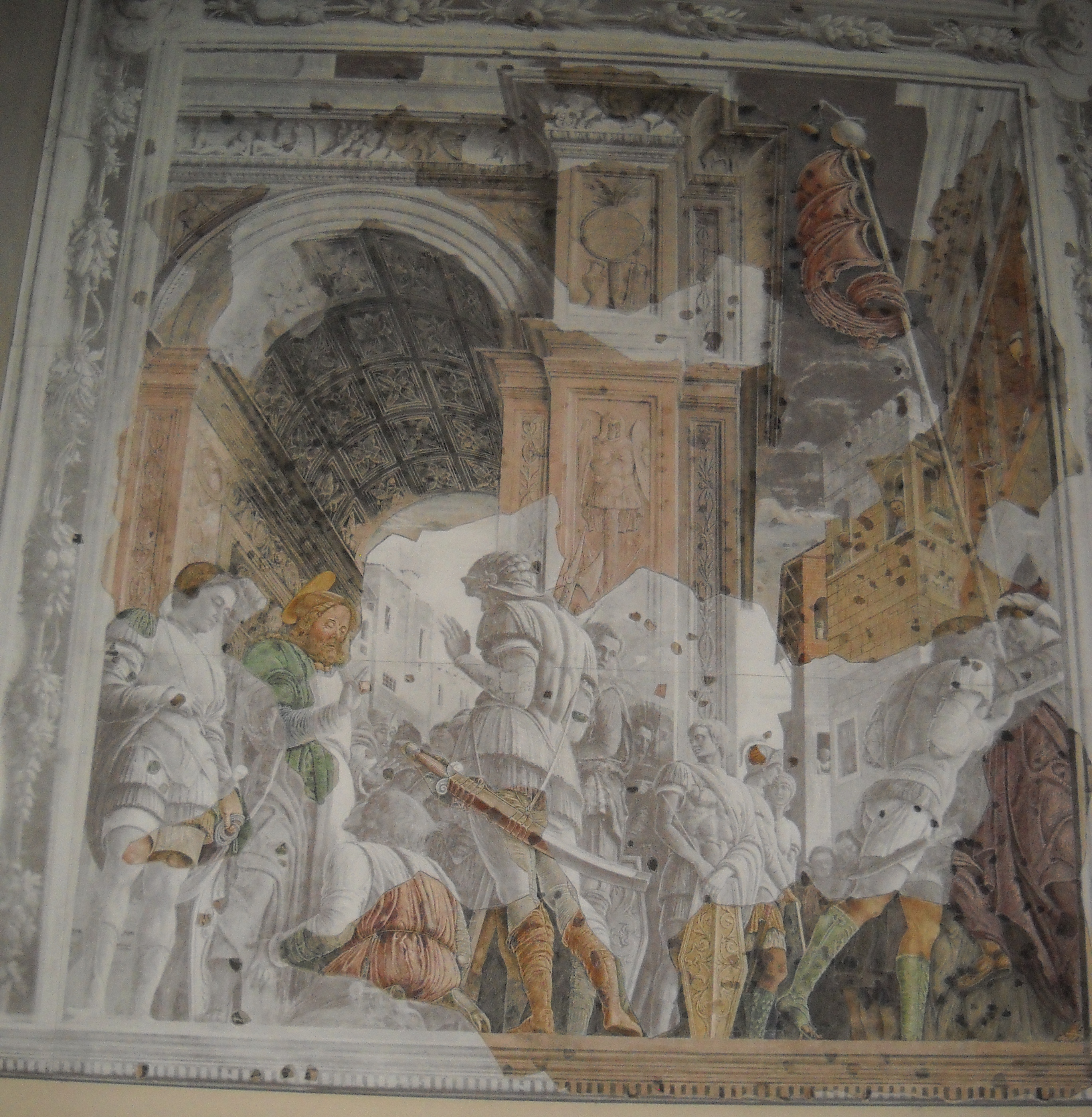
Milagro de Santiago después de la restauración.

### Sacristía
En la nueva sacristía, ahora capilla ferial, se conservan algunas valiosas obras de arte, entre las que se enumeran Cristo e la Samaritana, Cristo e l'adultera, las Nozze di Cana y un Davide de Pietro Ricchi; san Juan Bautista riassegnato recentemente a Guido Reni; Madonna con santi de Ludovico Fiumicelli; Madonna con Gesù bambino de Altichiero da Zevio y la lastra tombale de Paolo Veneto, teólogo.